# Biserica reformată din Breaza
Biserica reformată din Breaza este un monument istoric aflat pe teritoriul satului Breaza, comuna Breaza. În Repertoriul Arheologic Național, monumentul apare cu codul 115860.04.

## Localitatea
Breaza (în maghiară Beresztelke, în germană Bretzdorf, Beretzdorf, Breit, Ungersdorf, Urgersdorf) este satul de reședință al comunei cu același nume din județul Mureș, Transilvania, România. Satul Breaza este atestat documentar în anul 1319, sub numele Berysteluke.

## Biserica
A fost inițial o biserică catolică construită în secolul al XIV-lea. Turnul său datează din 1895, când biserica a fost renovată și mărită. Cel mai valoros ornament din patrimoniul bisericii este amvonul din marmură în formă de potir, cu coroana placată cu aur, dăruit de familia Bánffy. Orga a fost cumpărată în anul 1867 de la un constructor din Târgu Mureș.

## Imagini din exterior

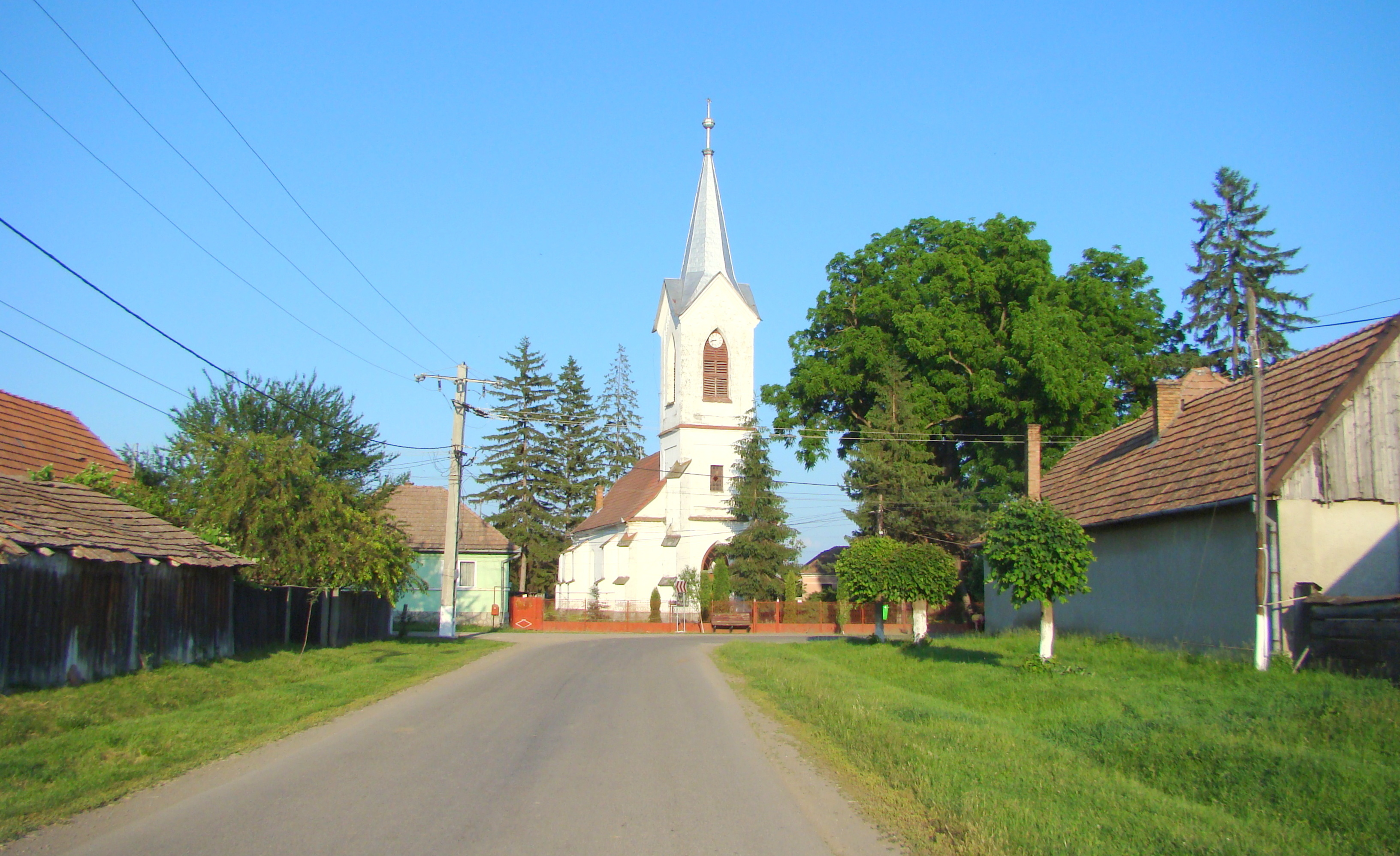
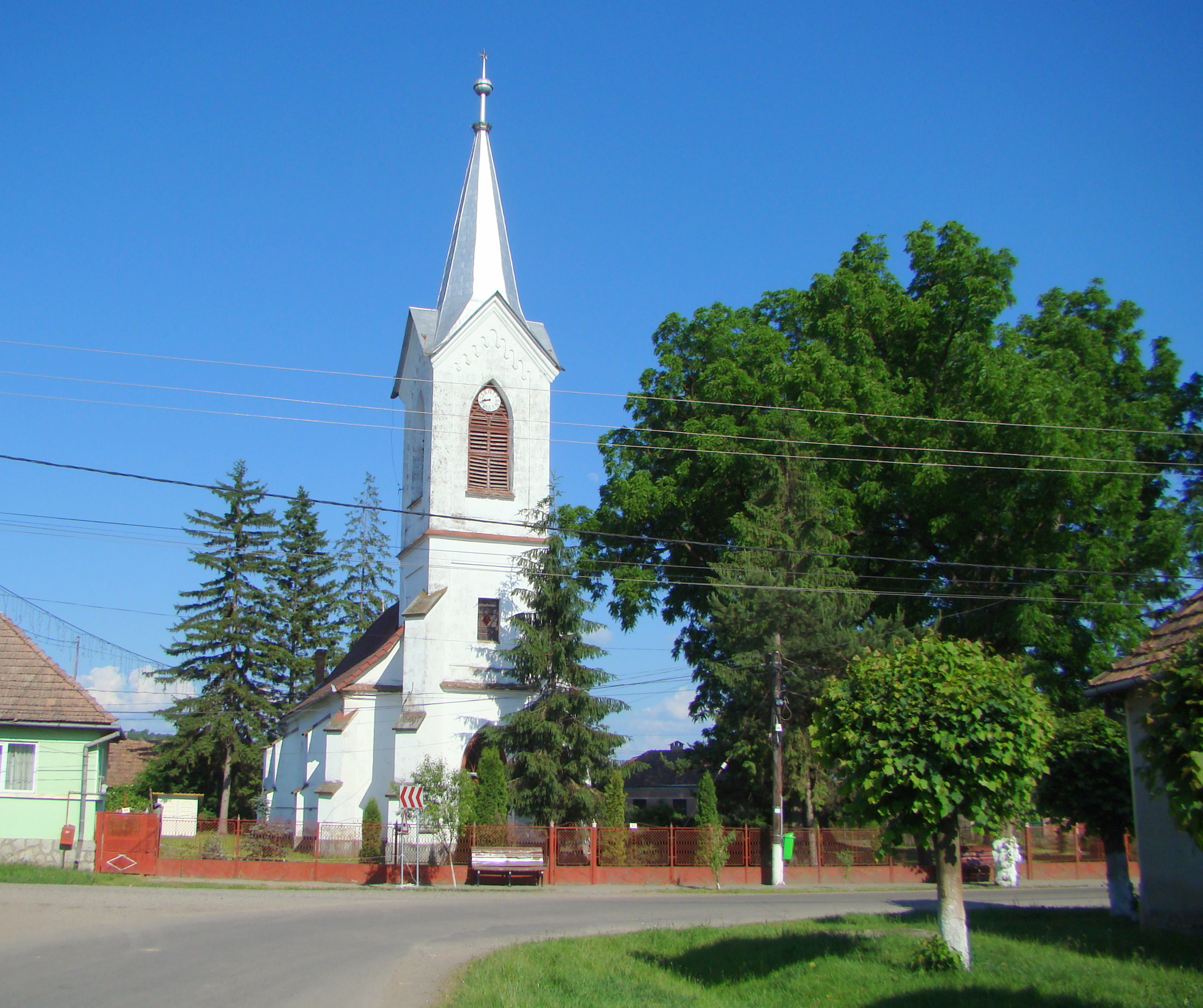
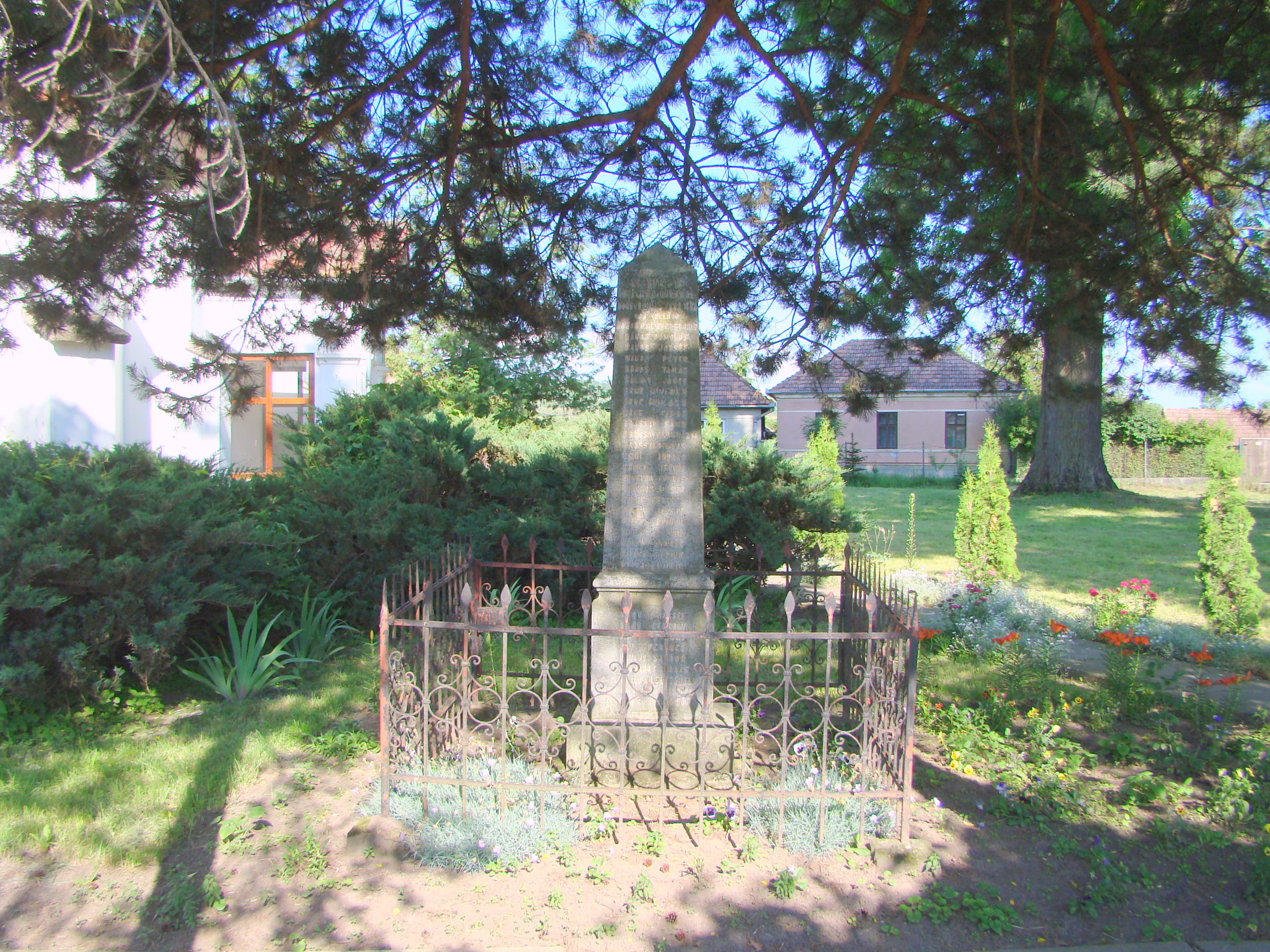
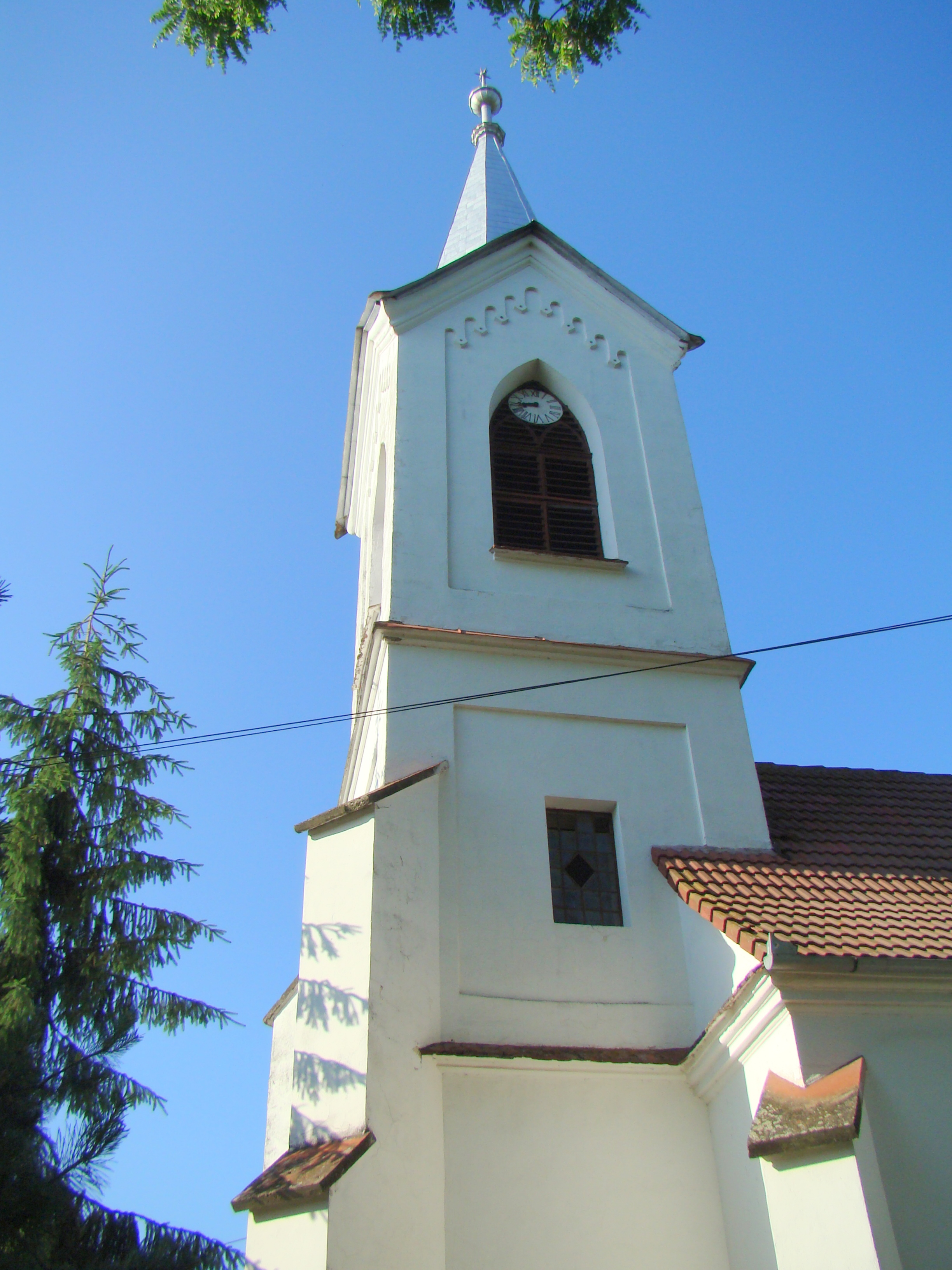
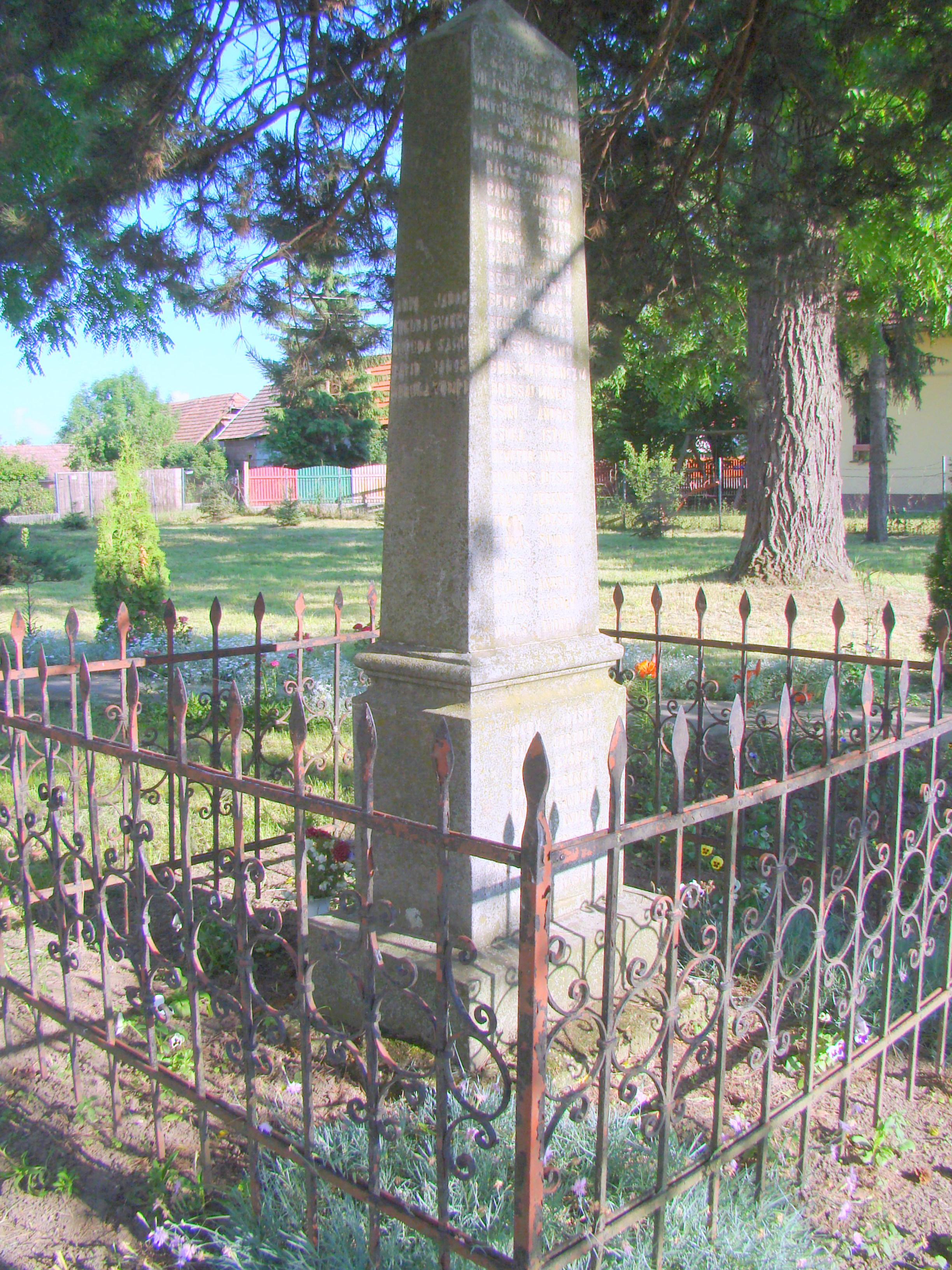
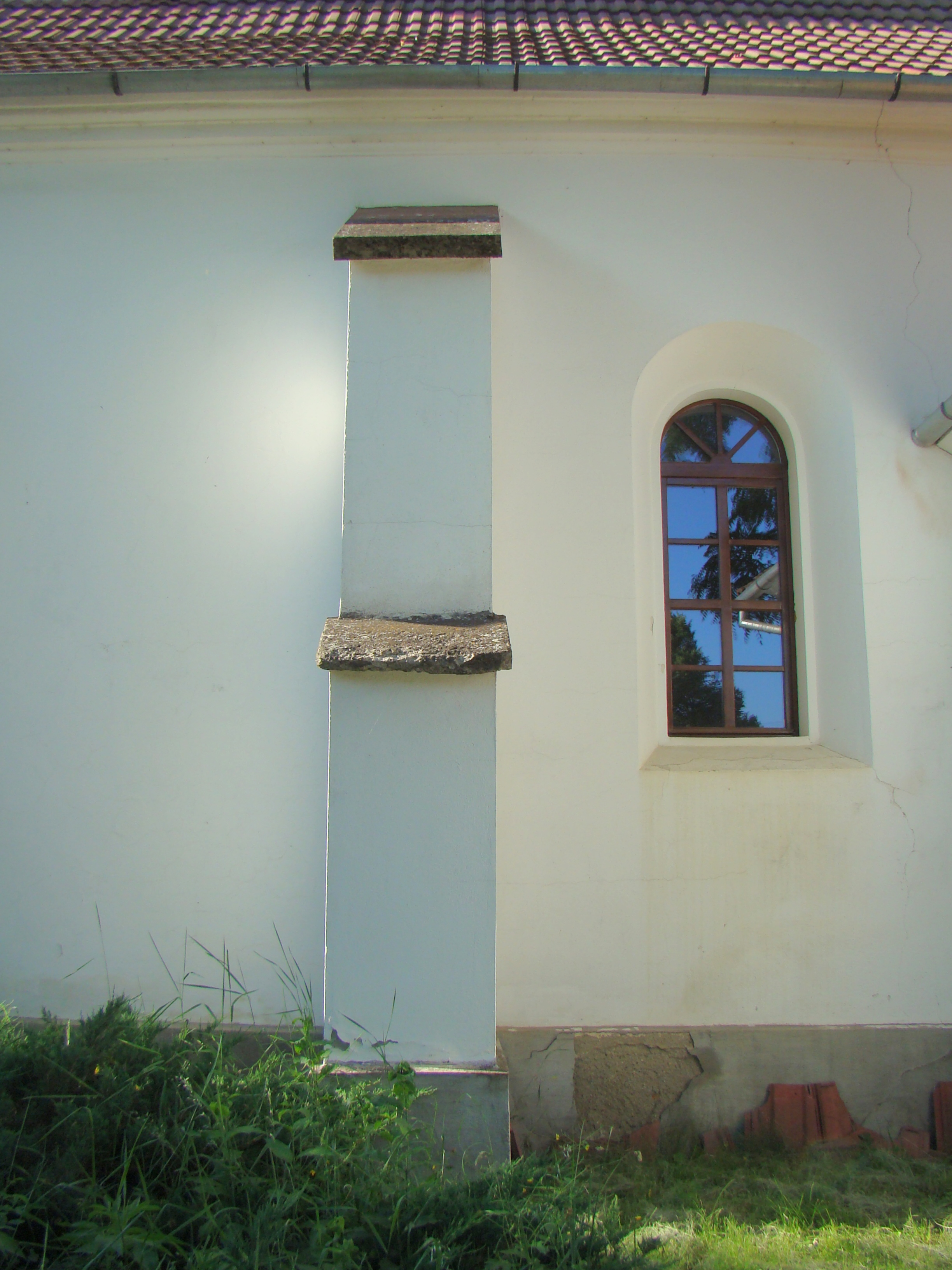
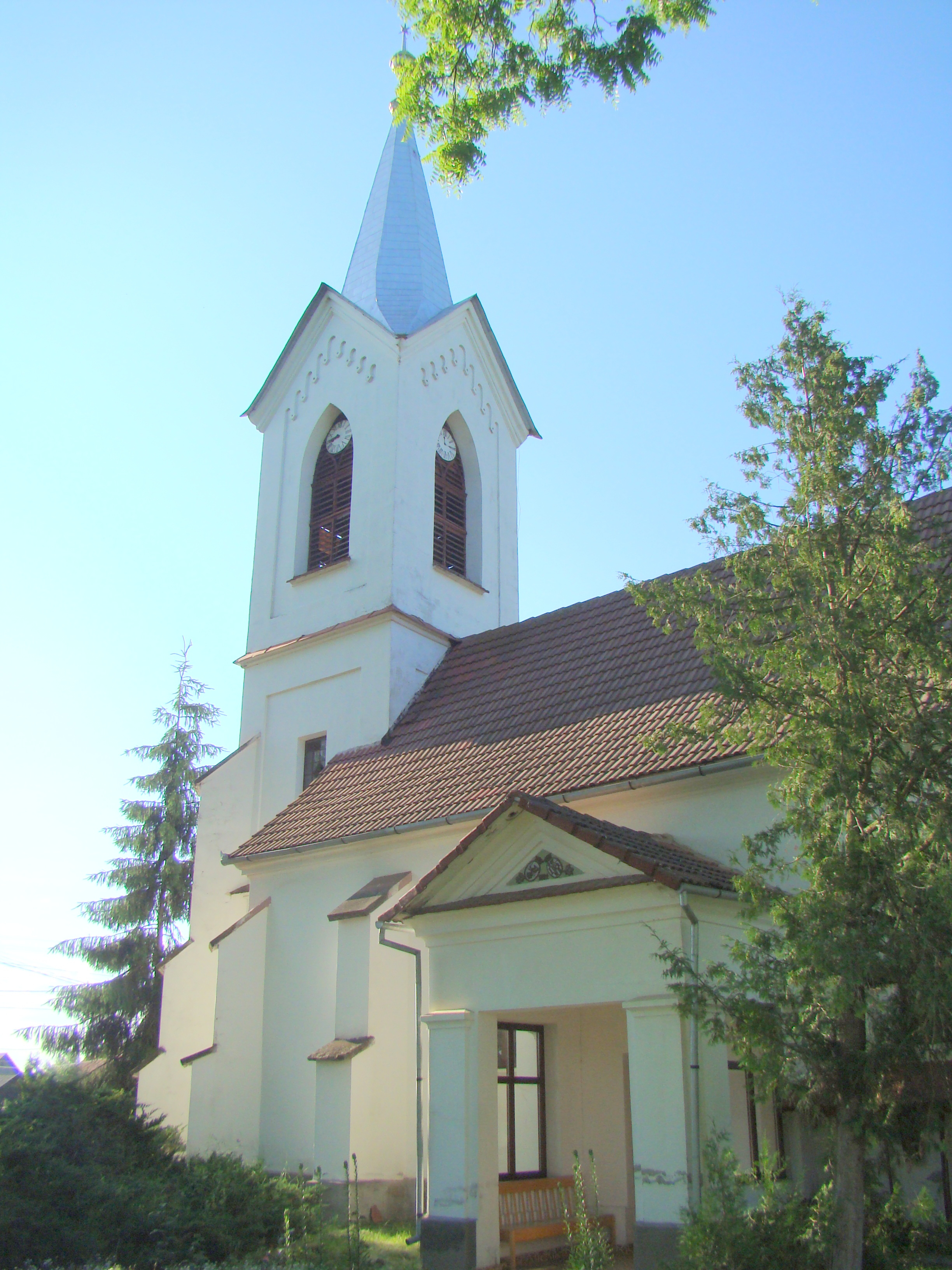
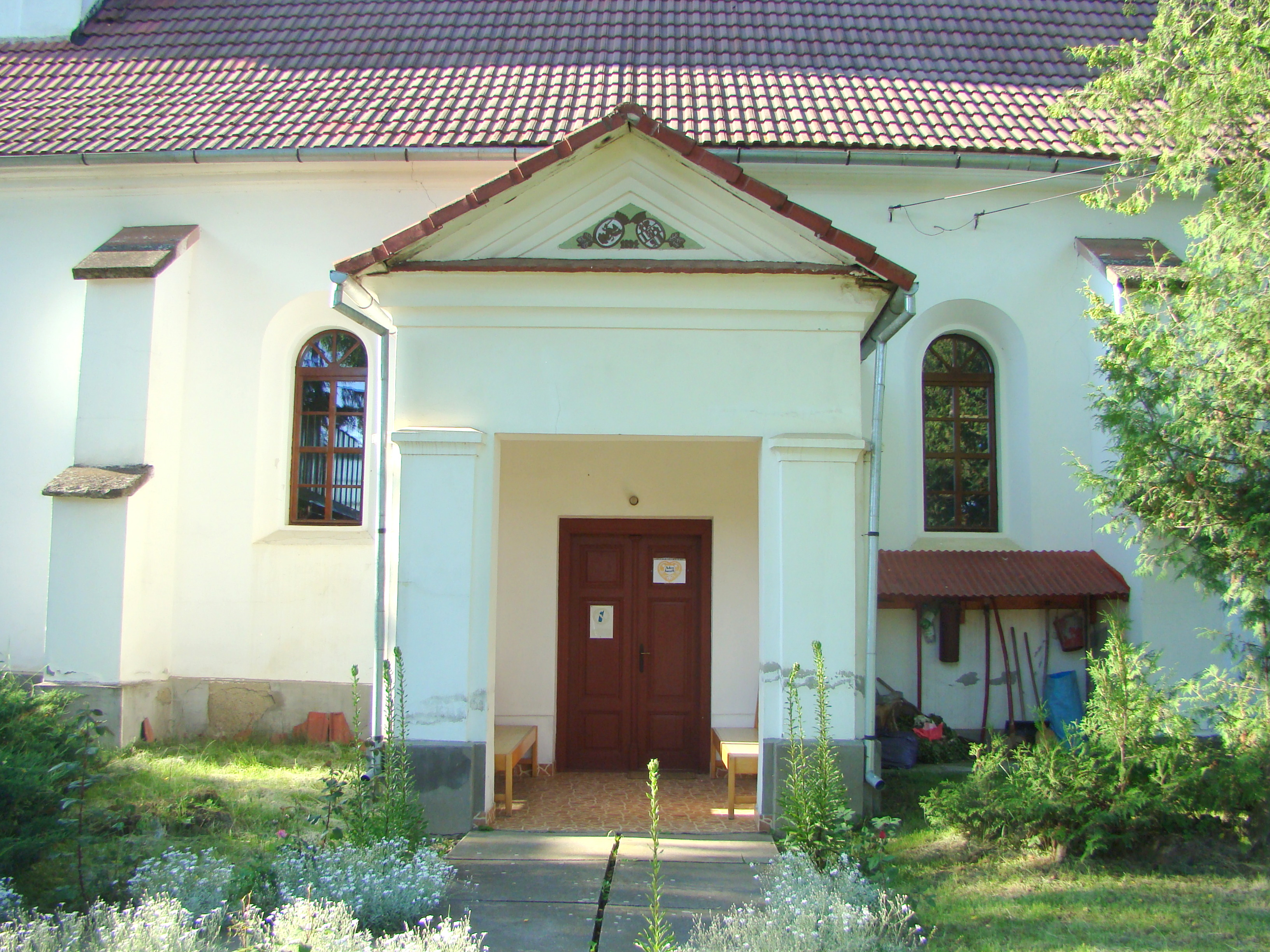
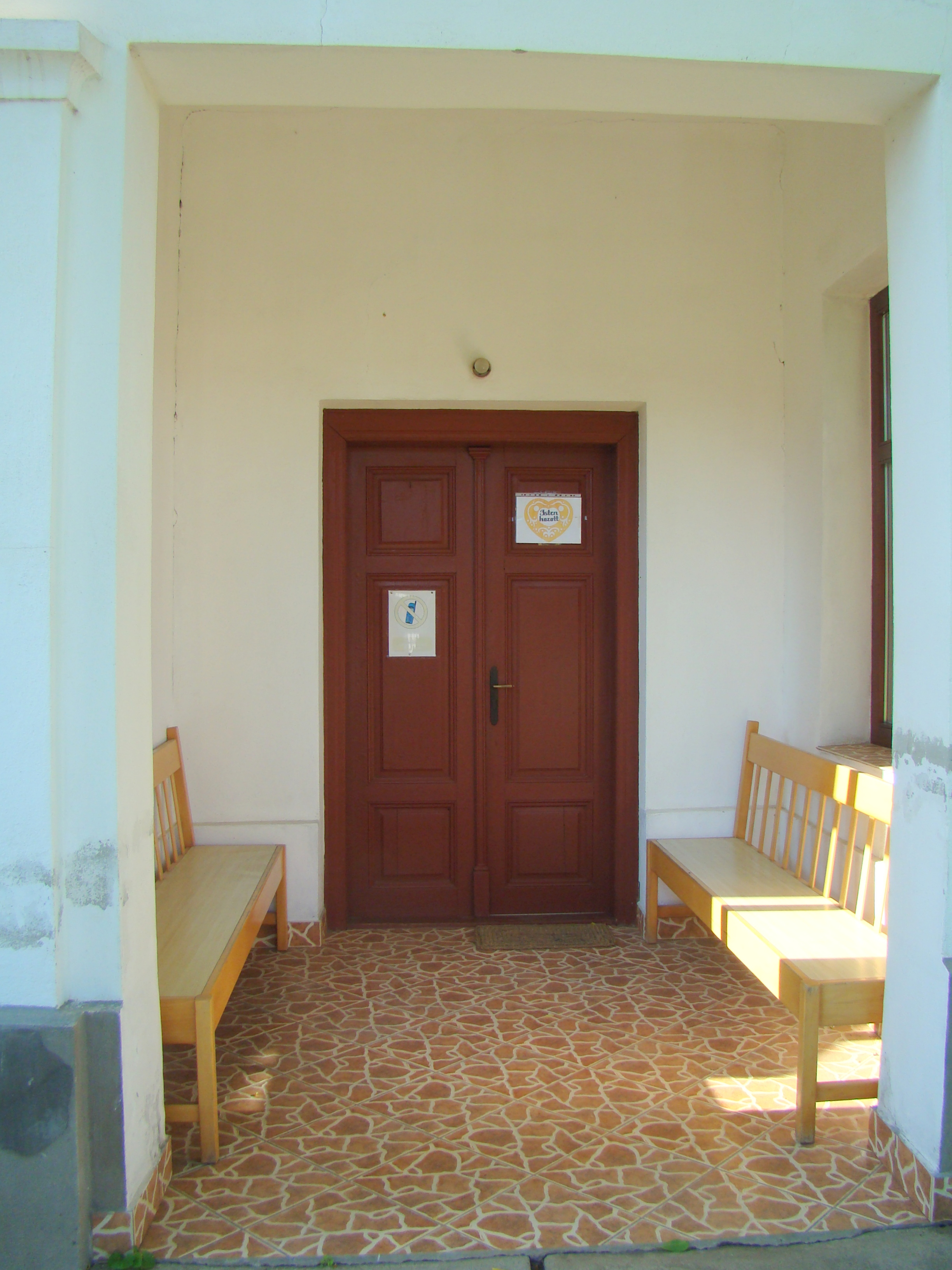
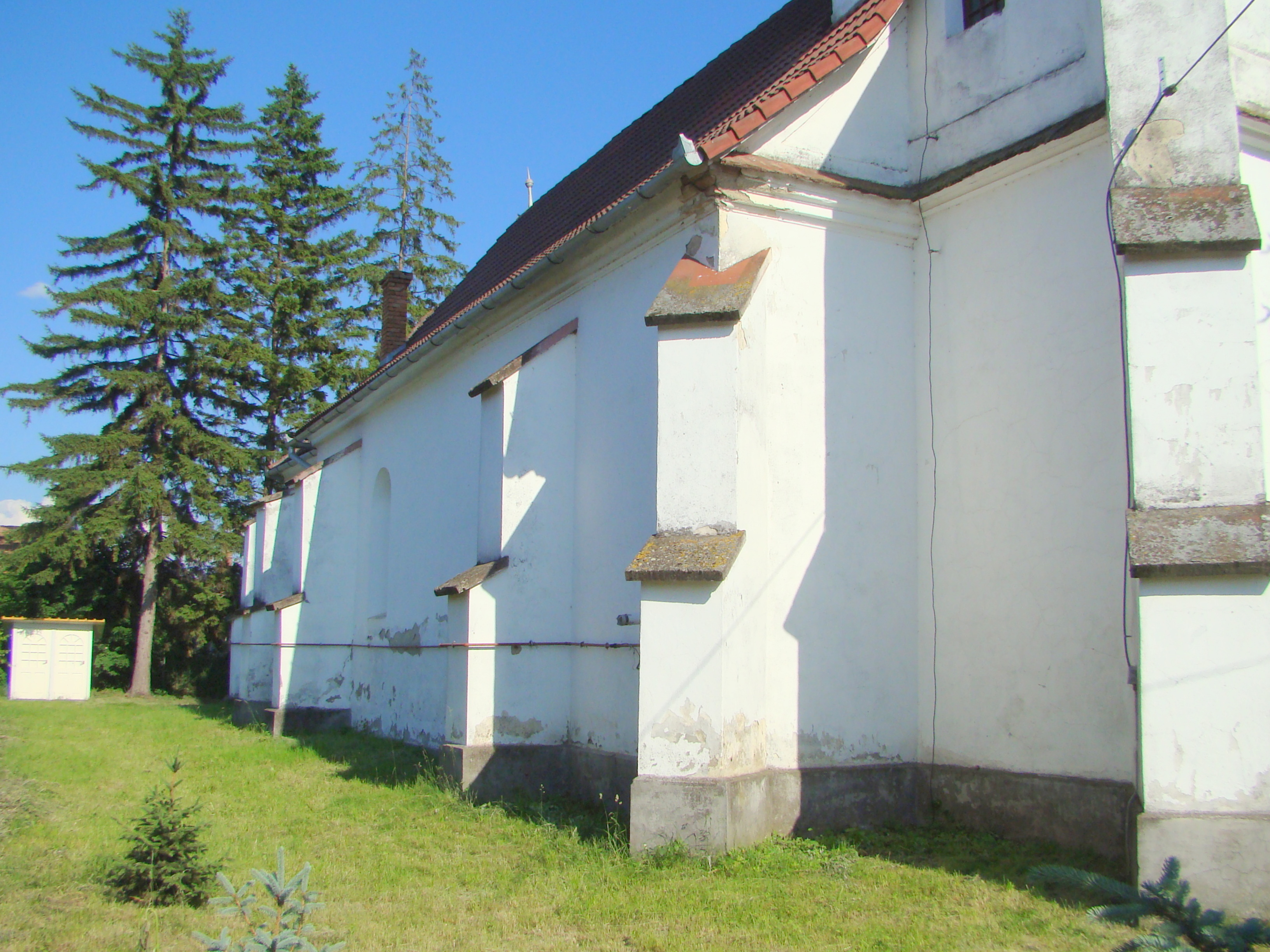
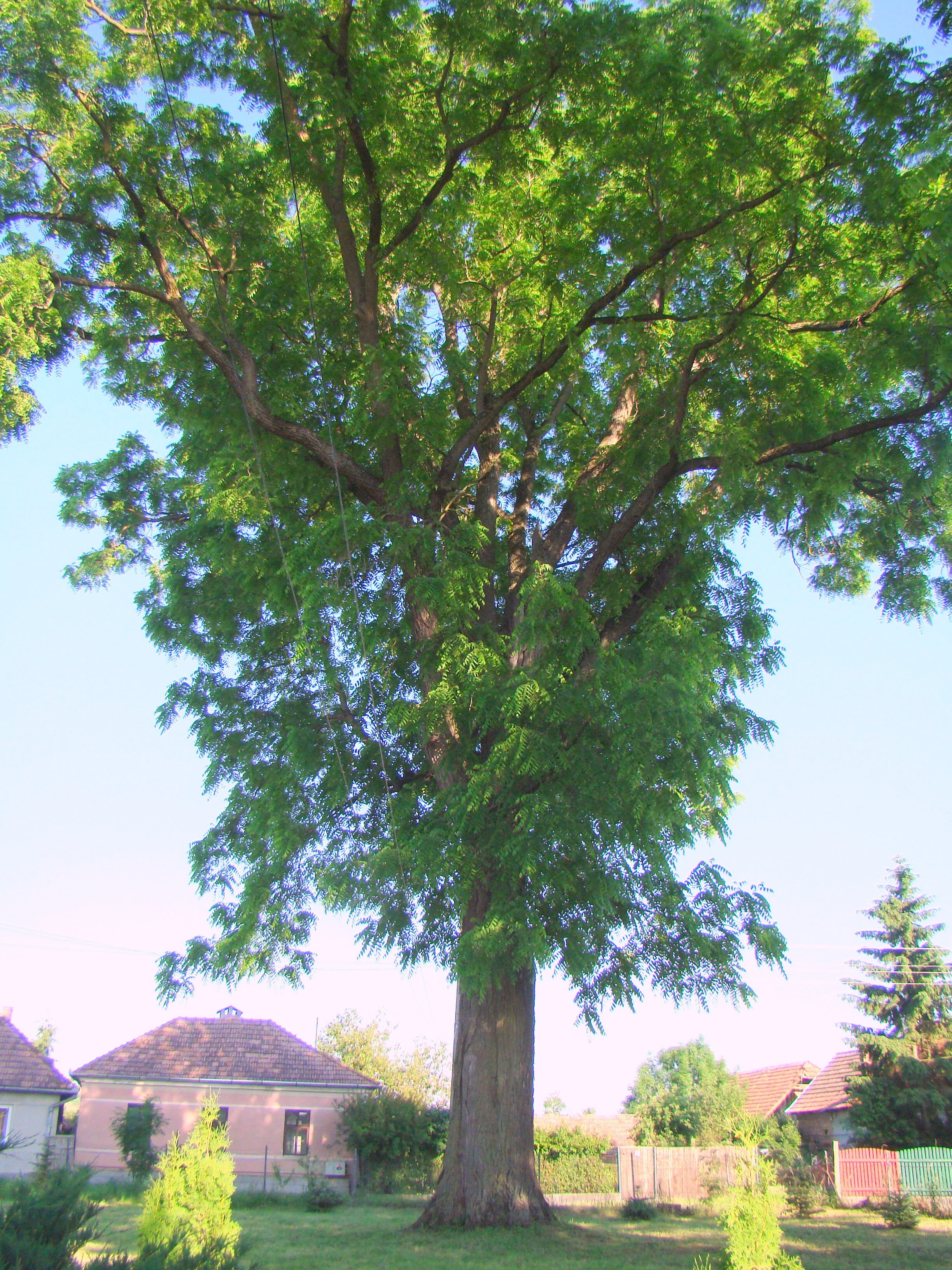
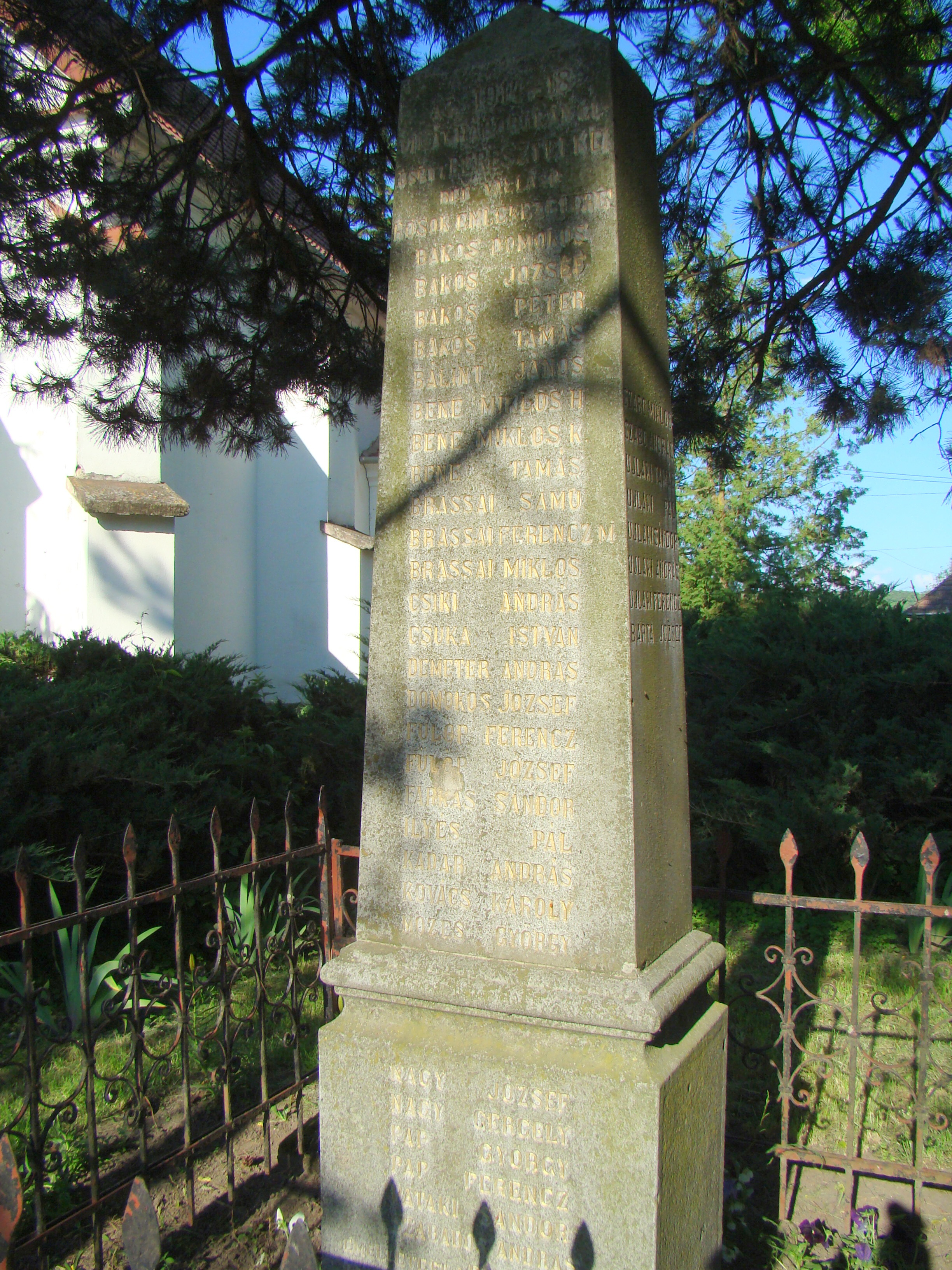
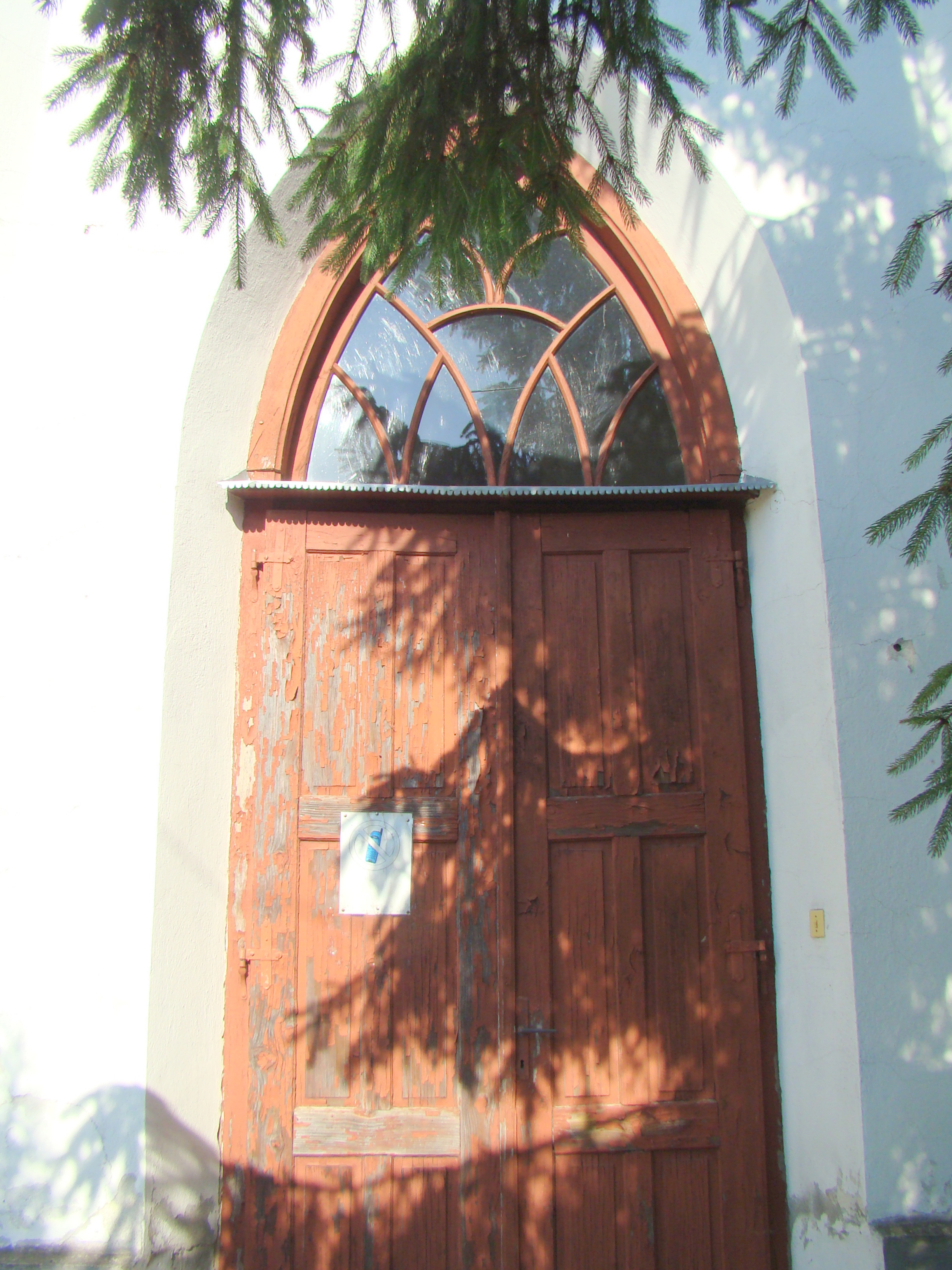
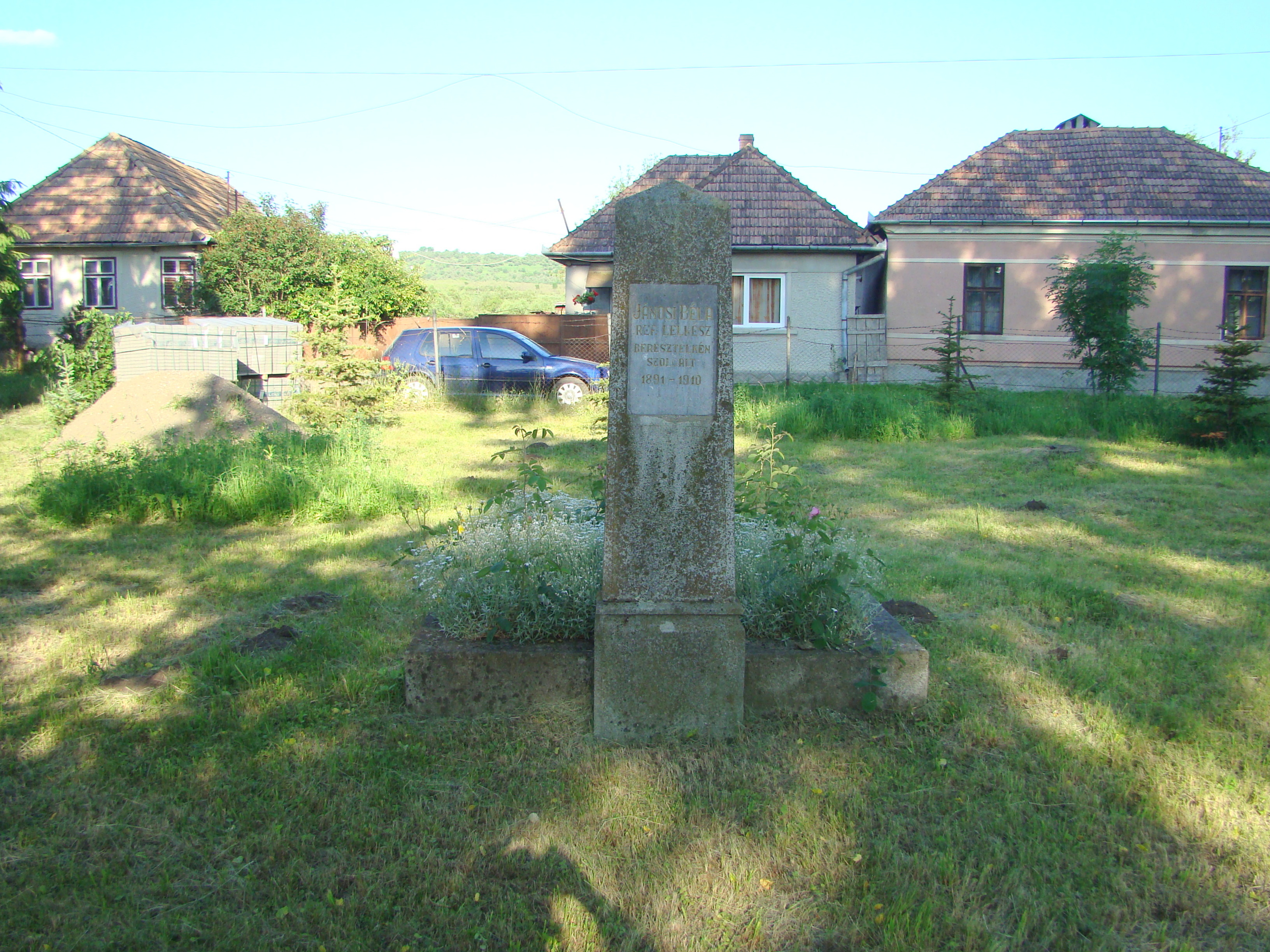
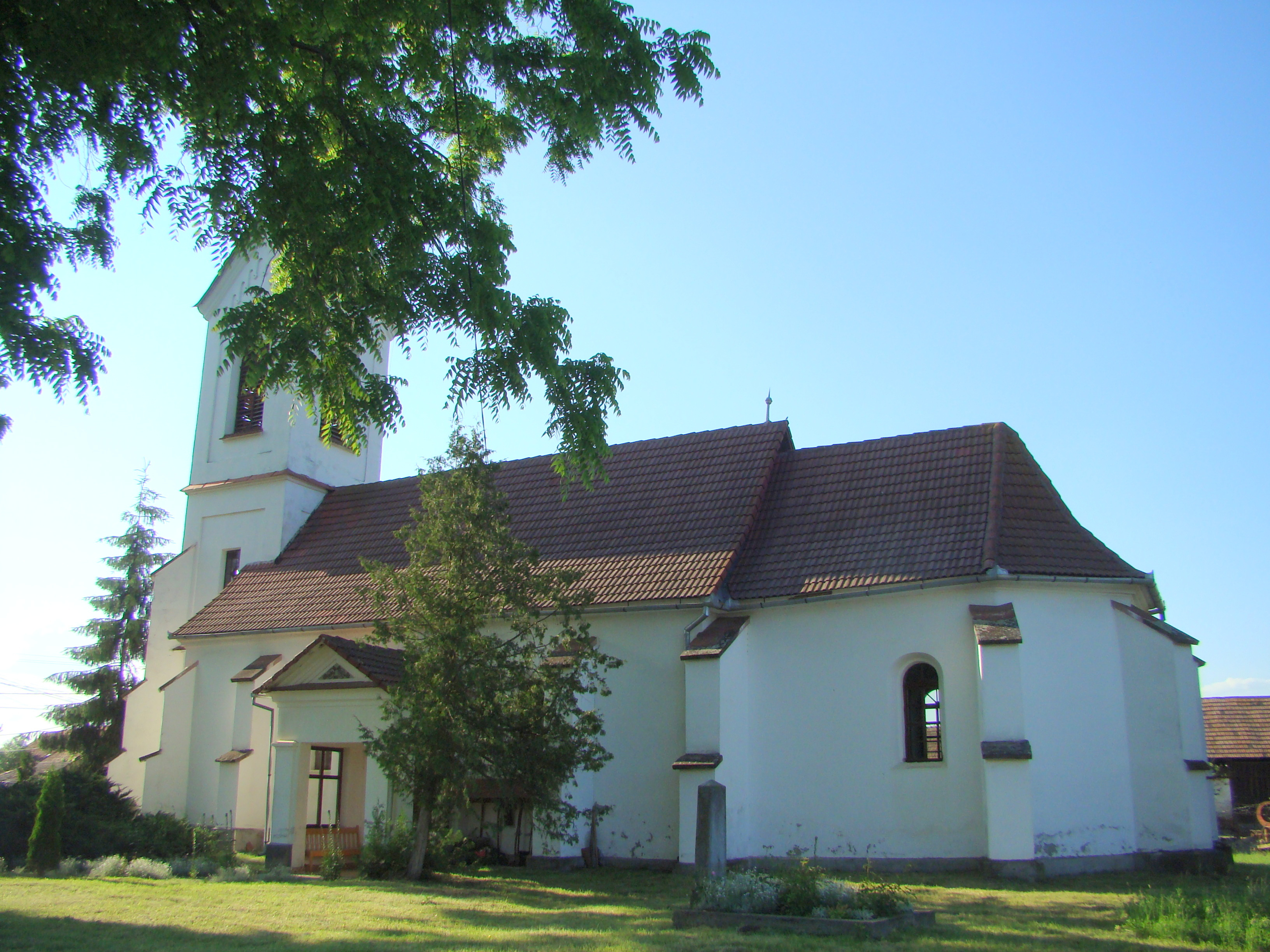
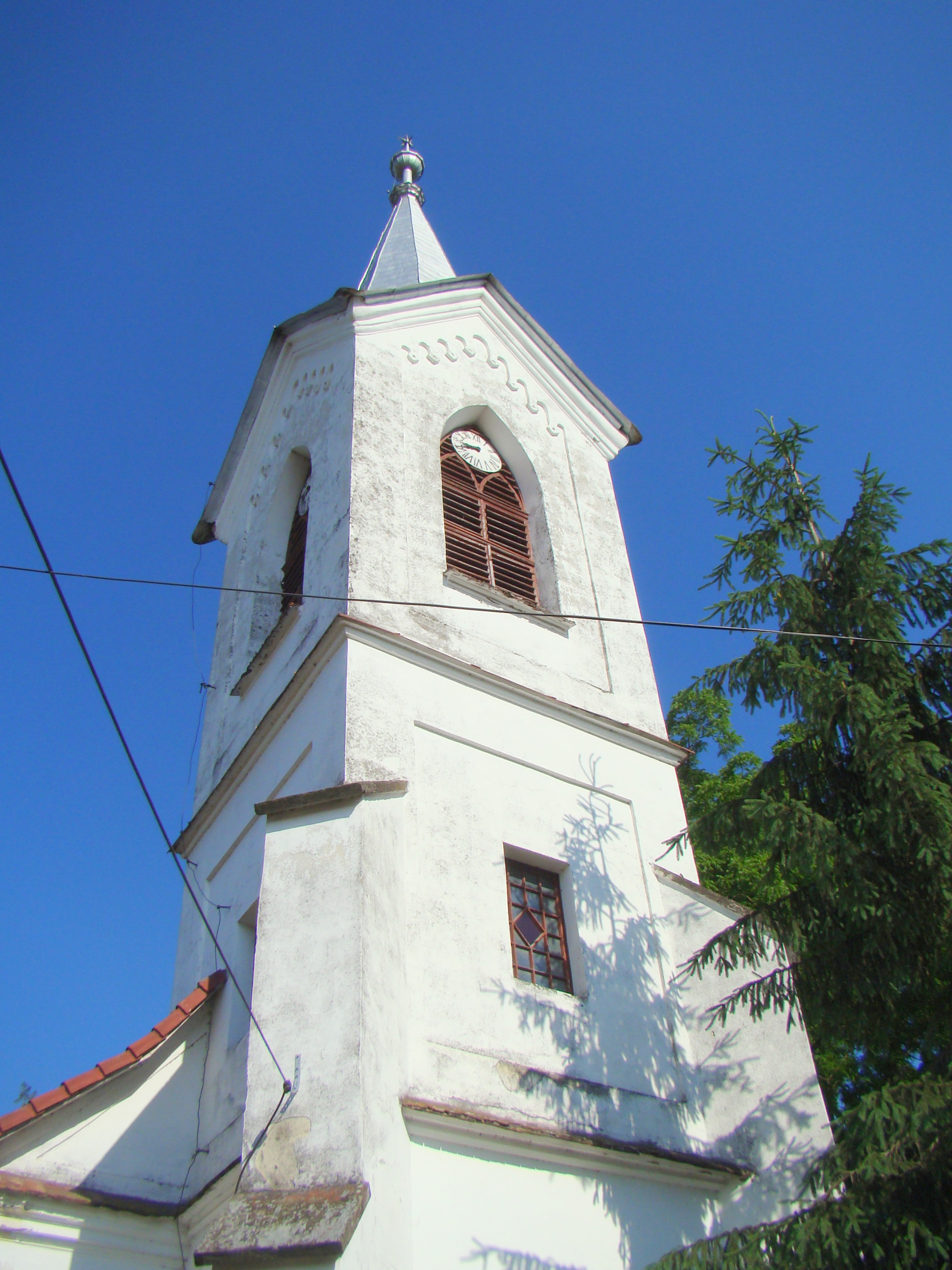
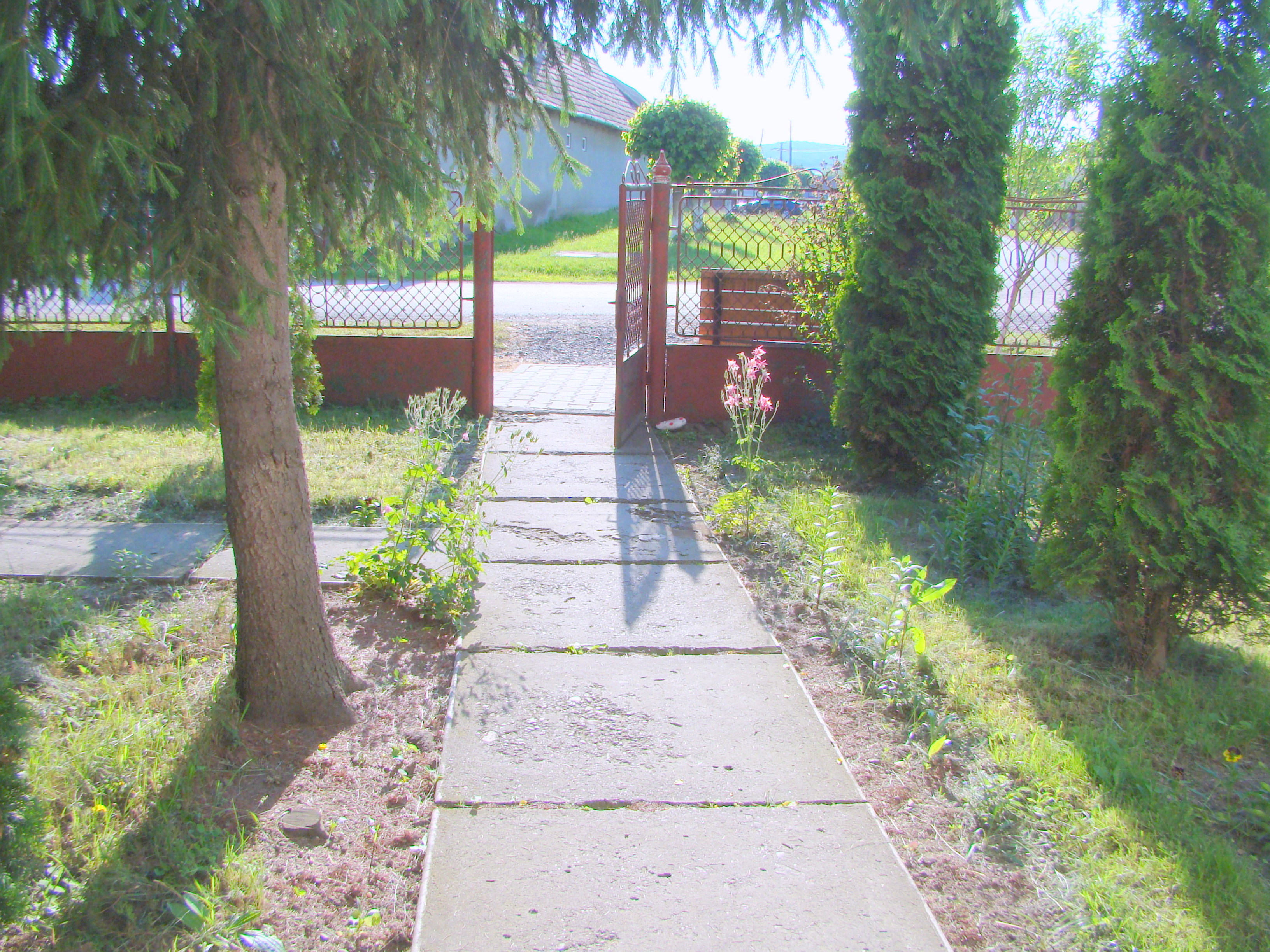
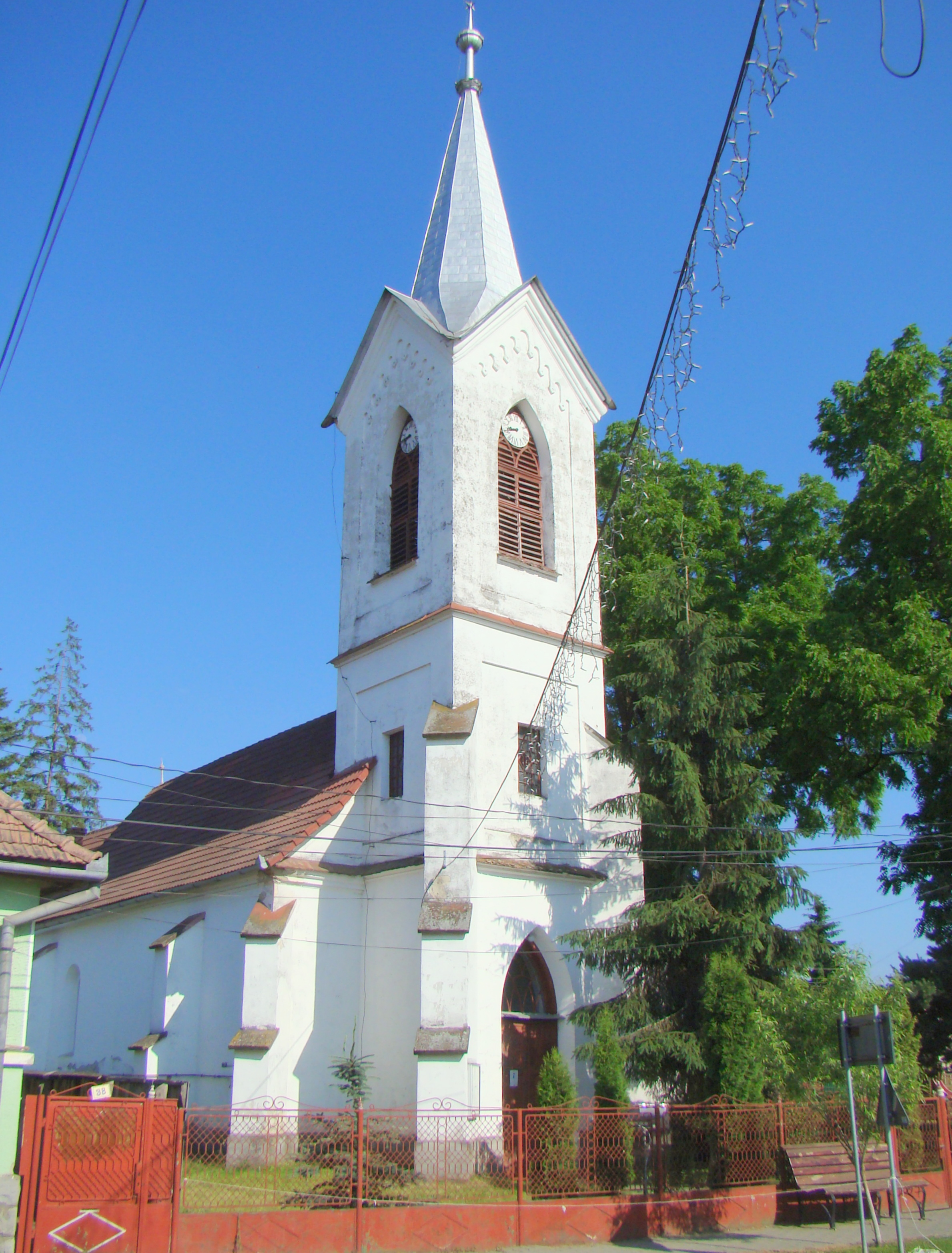

## Vezi și
- Breaza, Mureș

## Imagini din interior

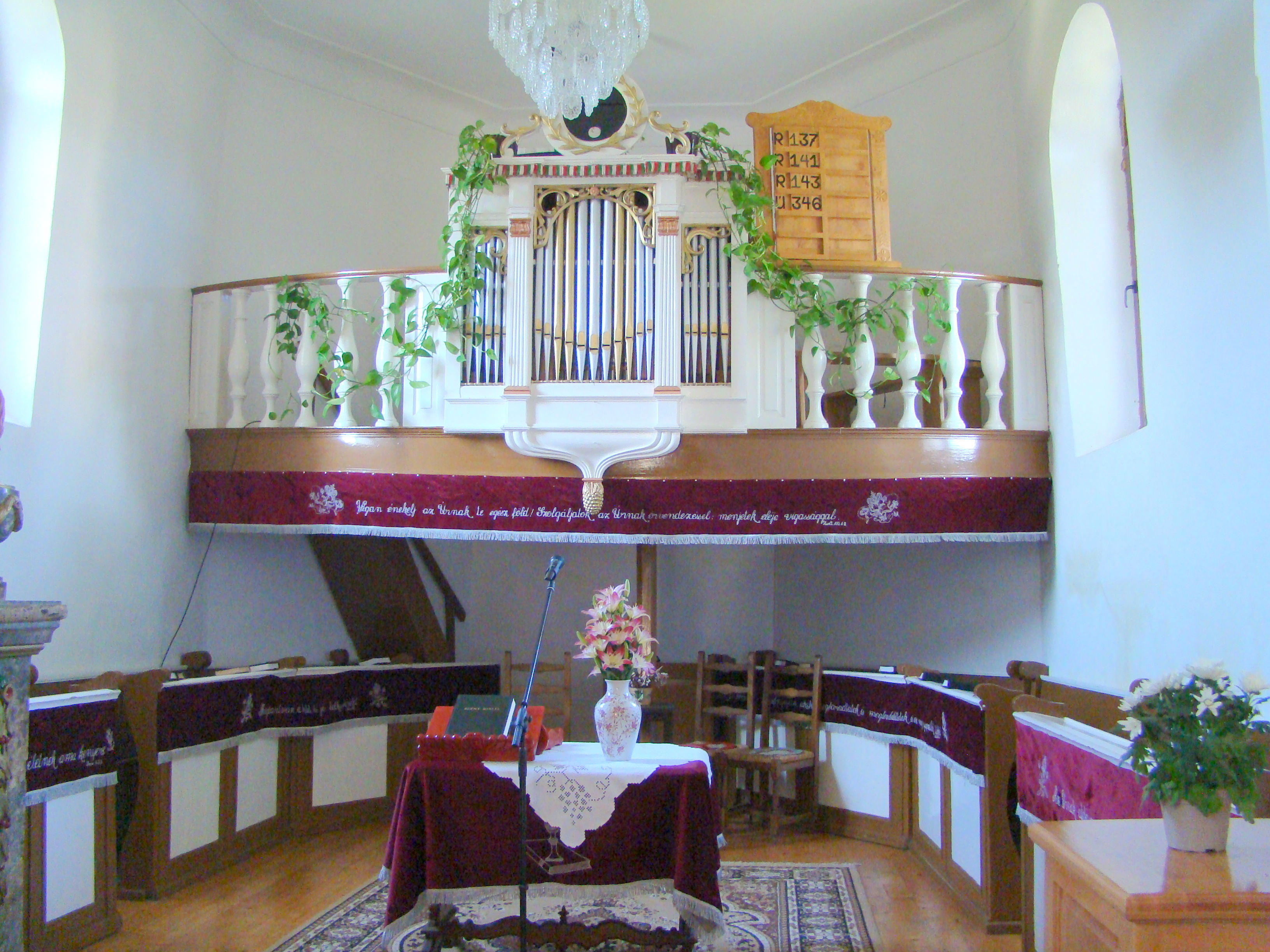
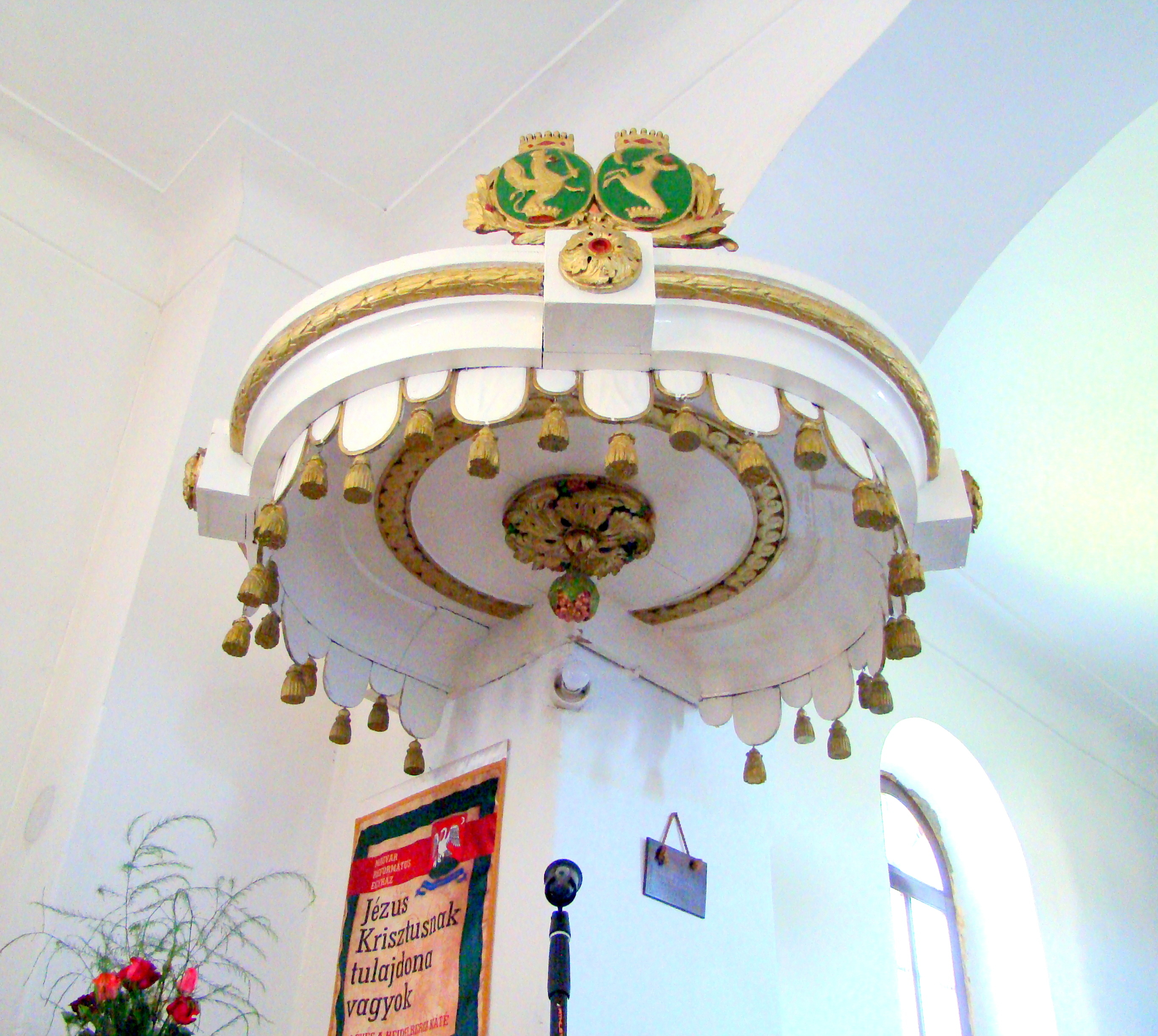
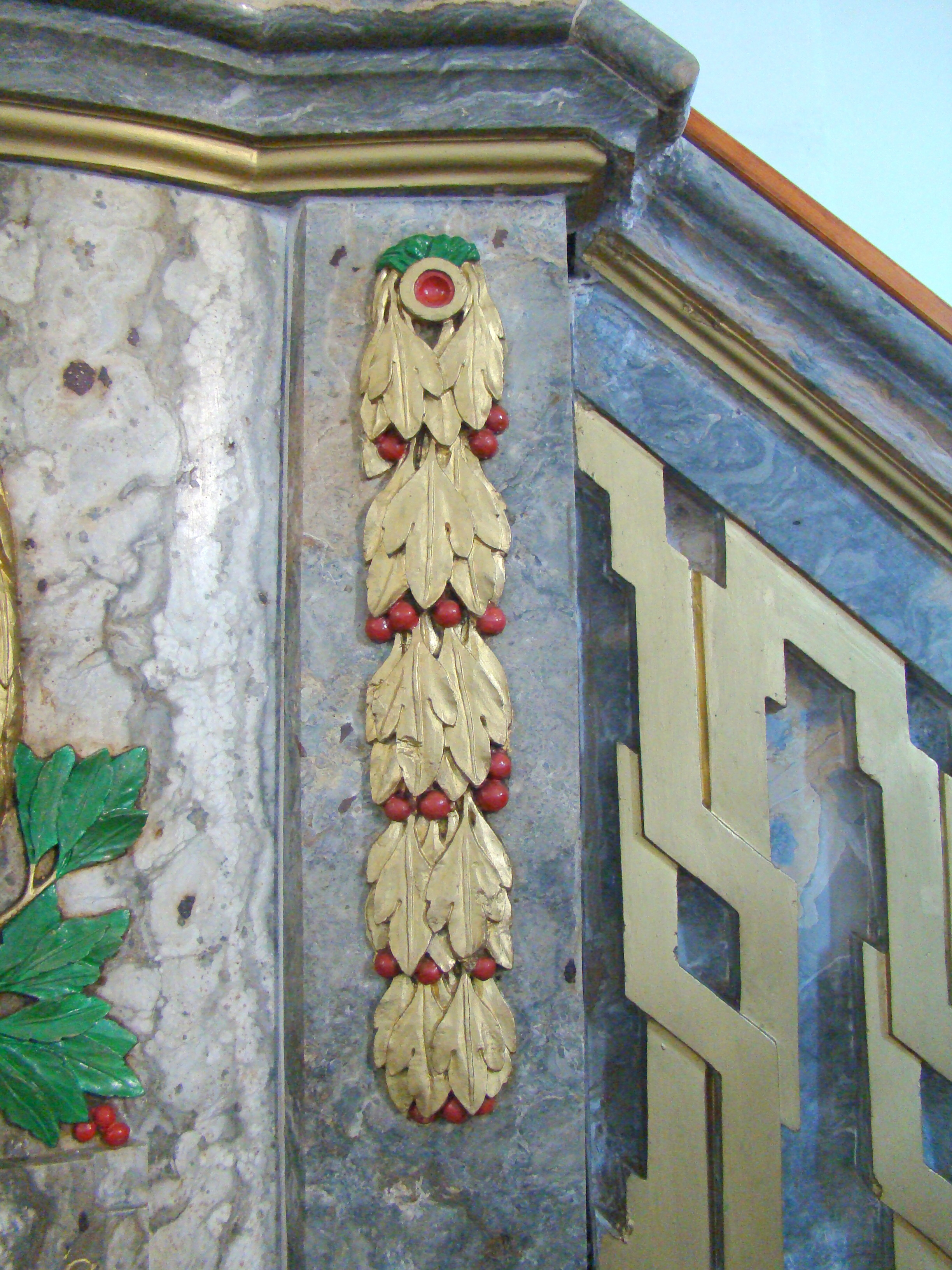
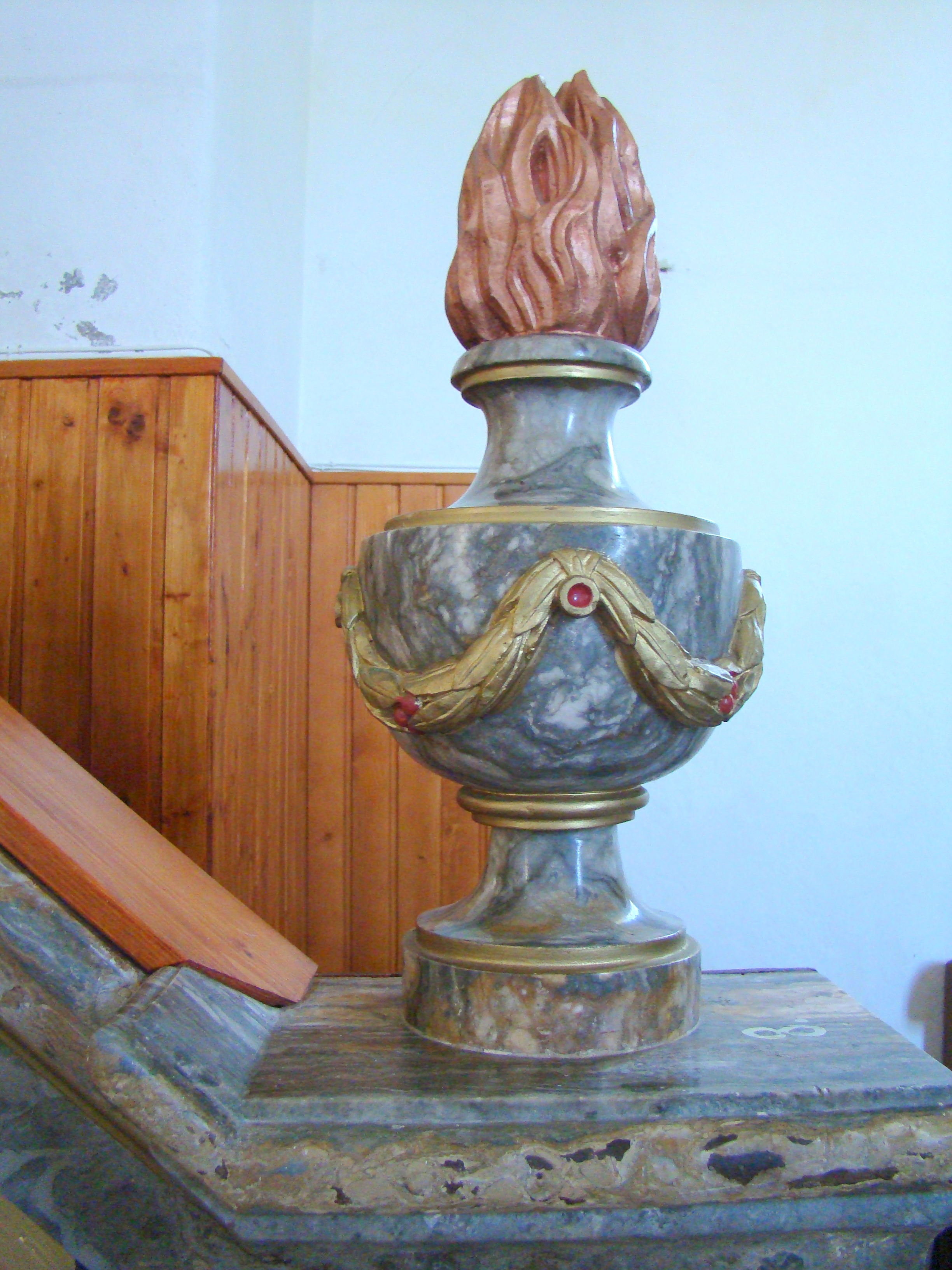
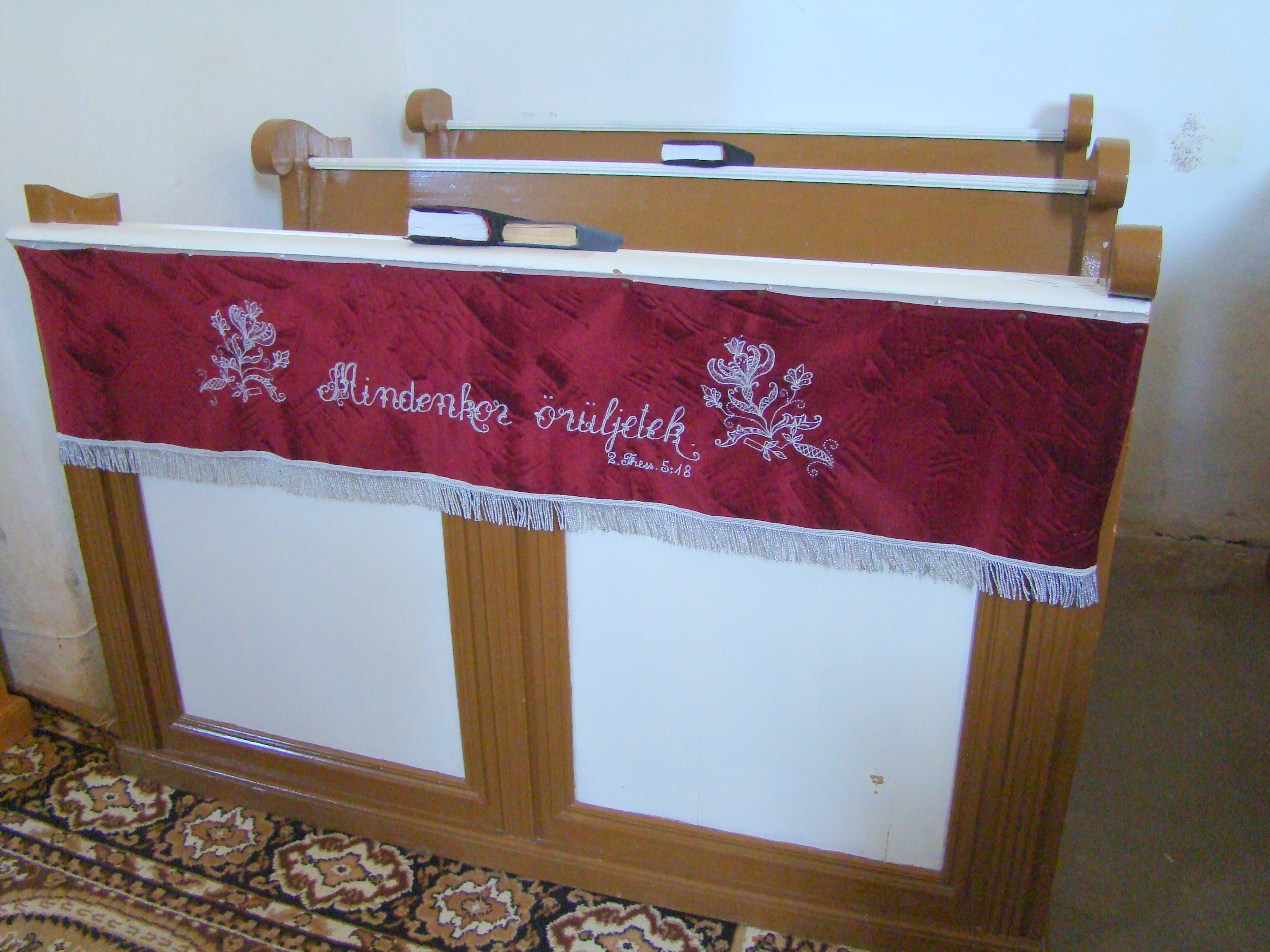
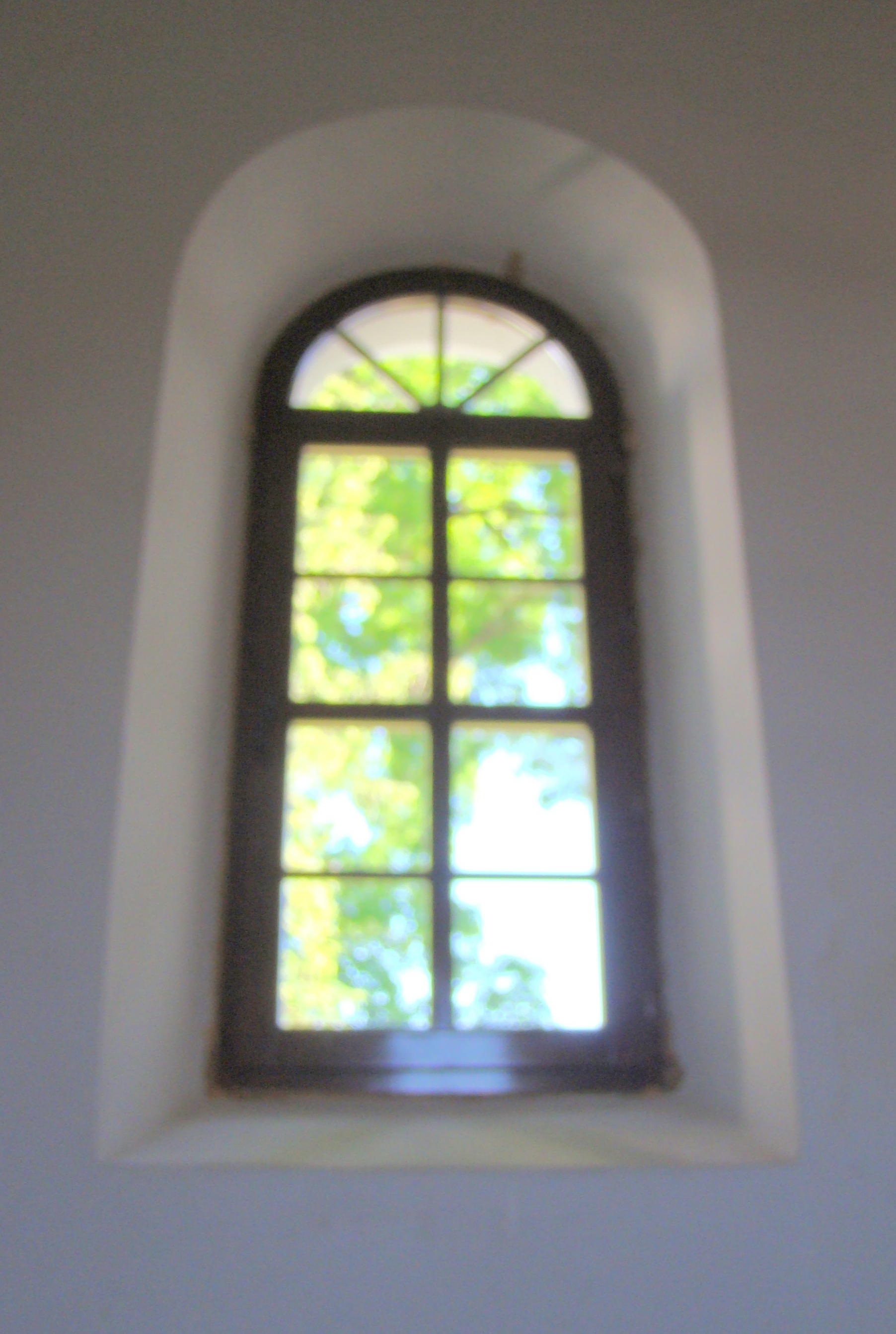
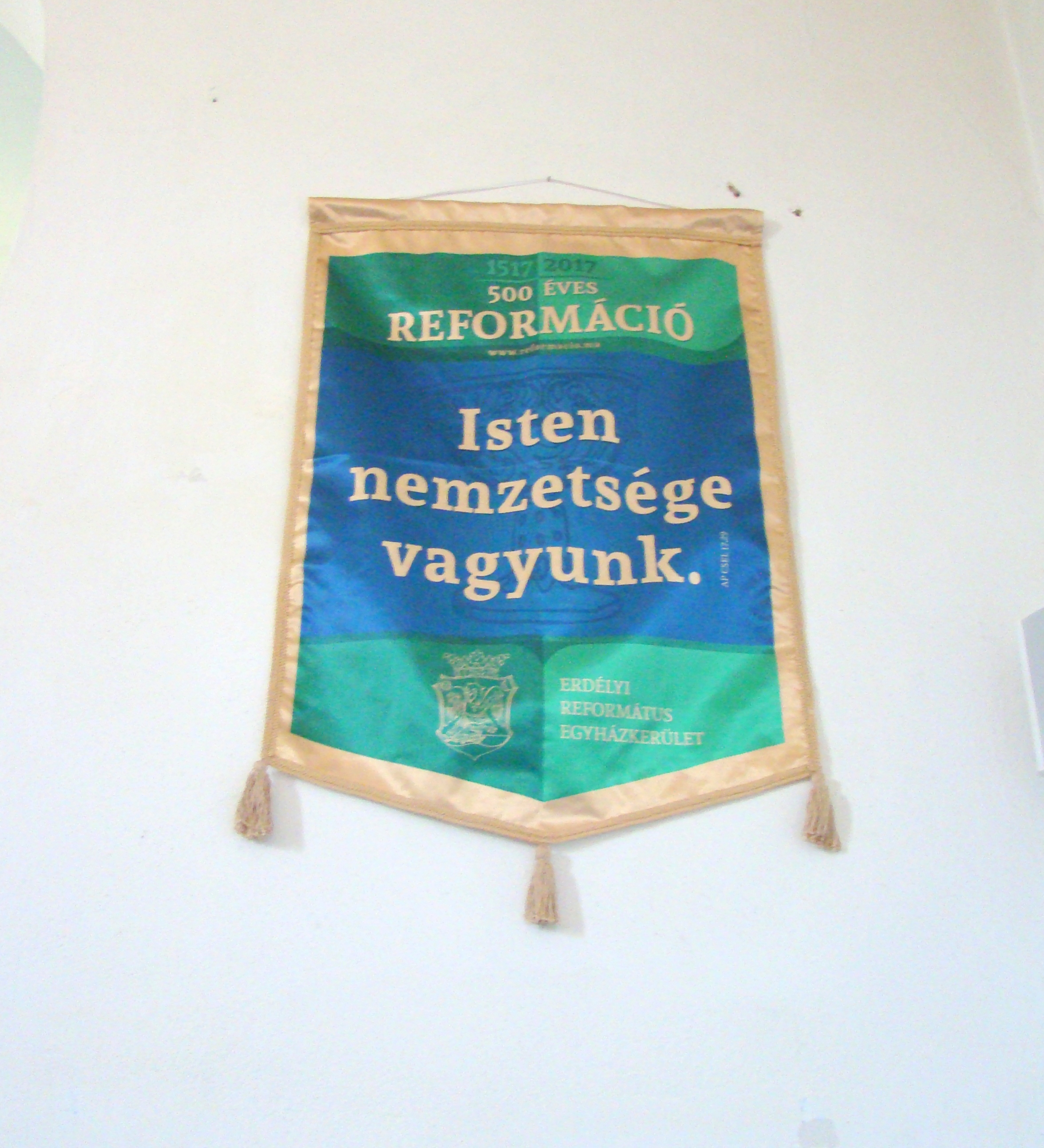
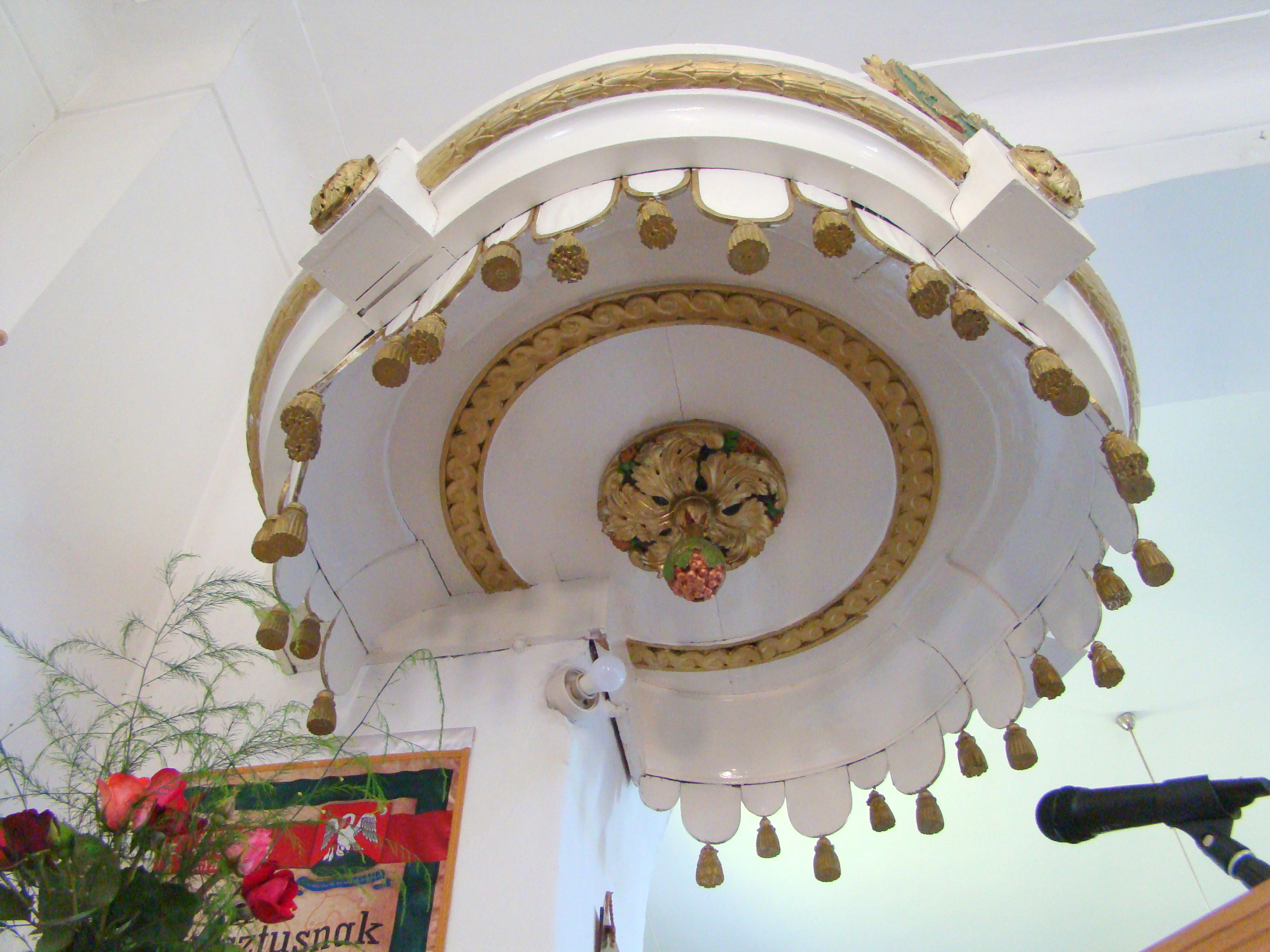
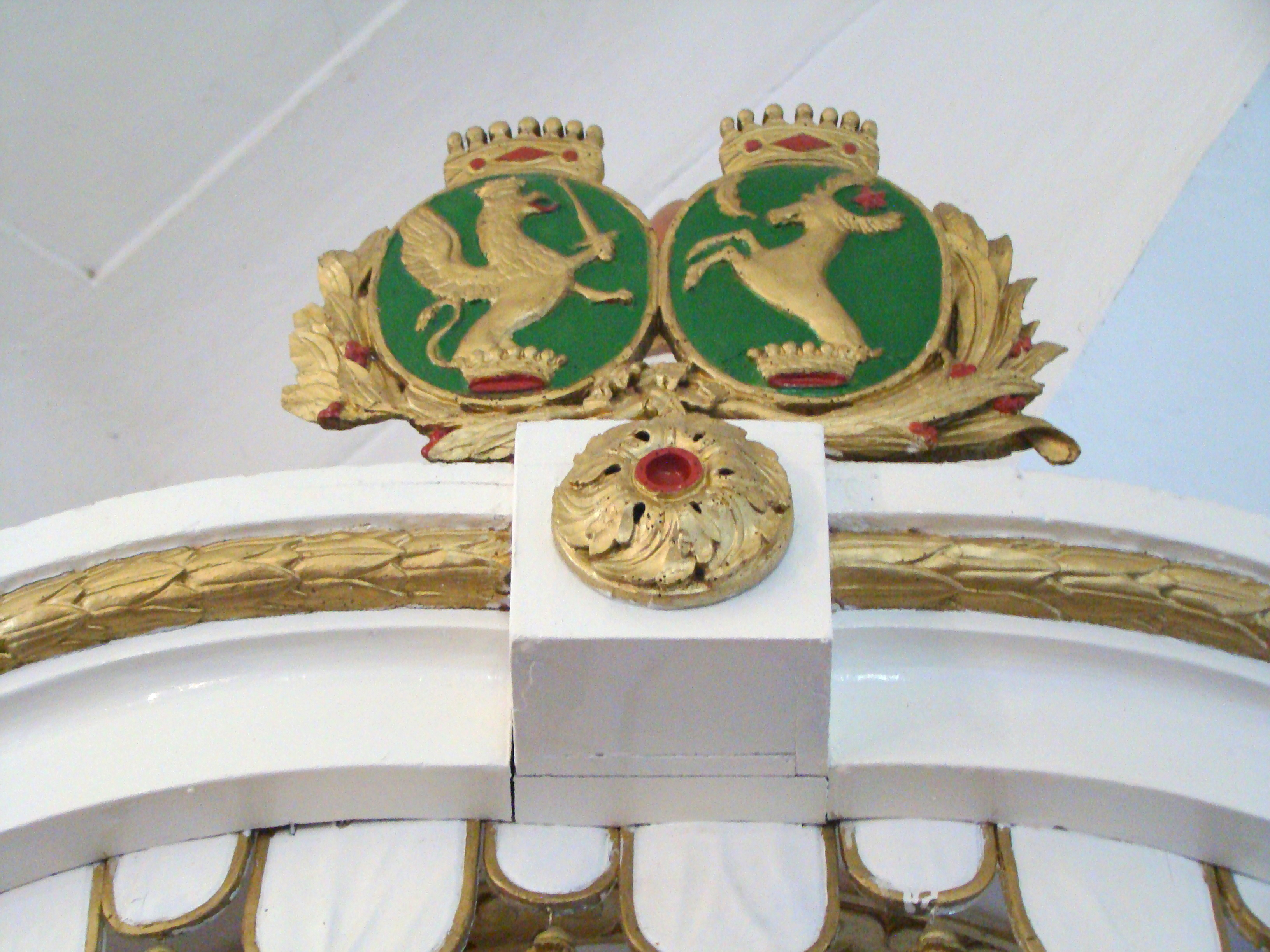
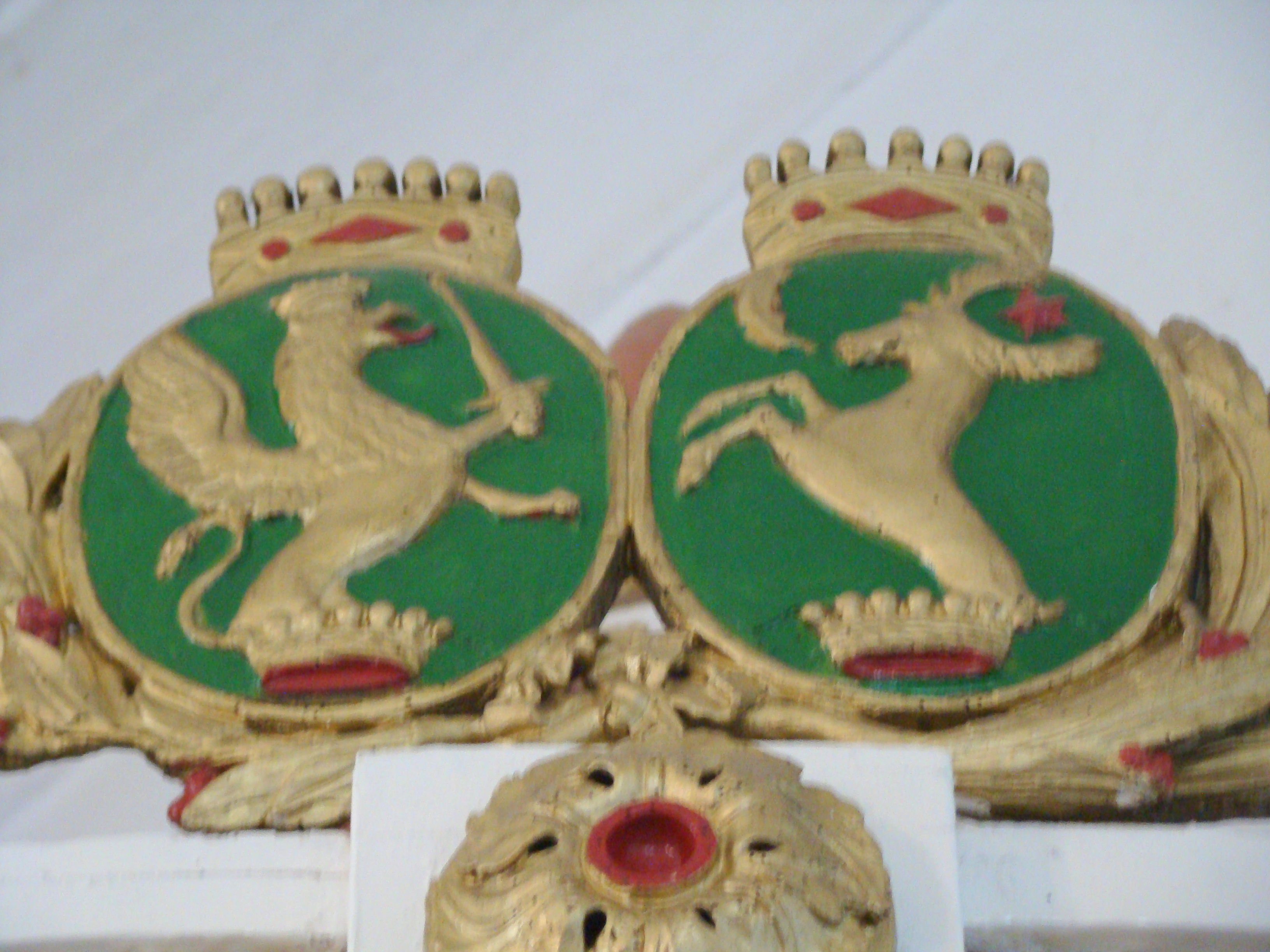
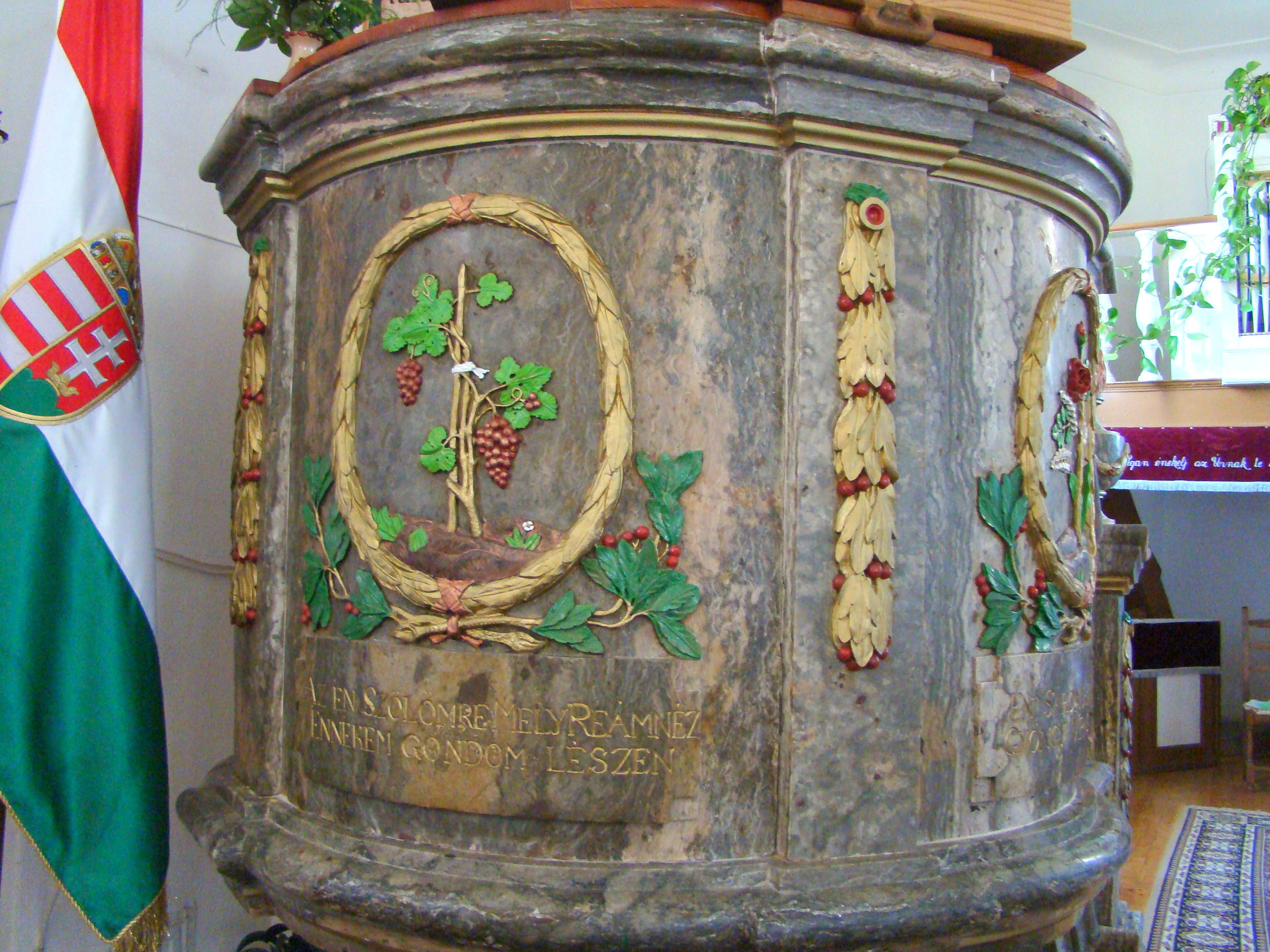
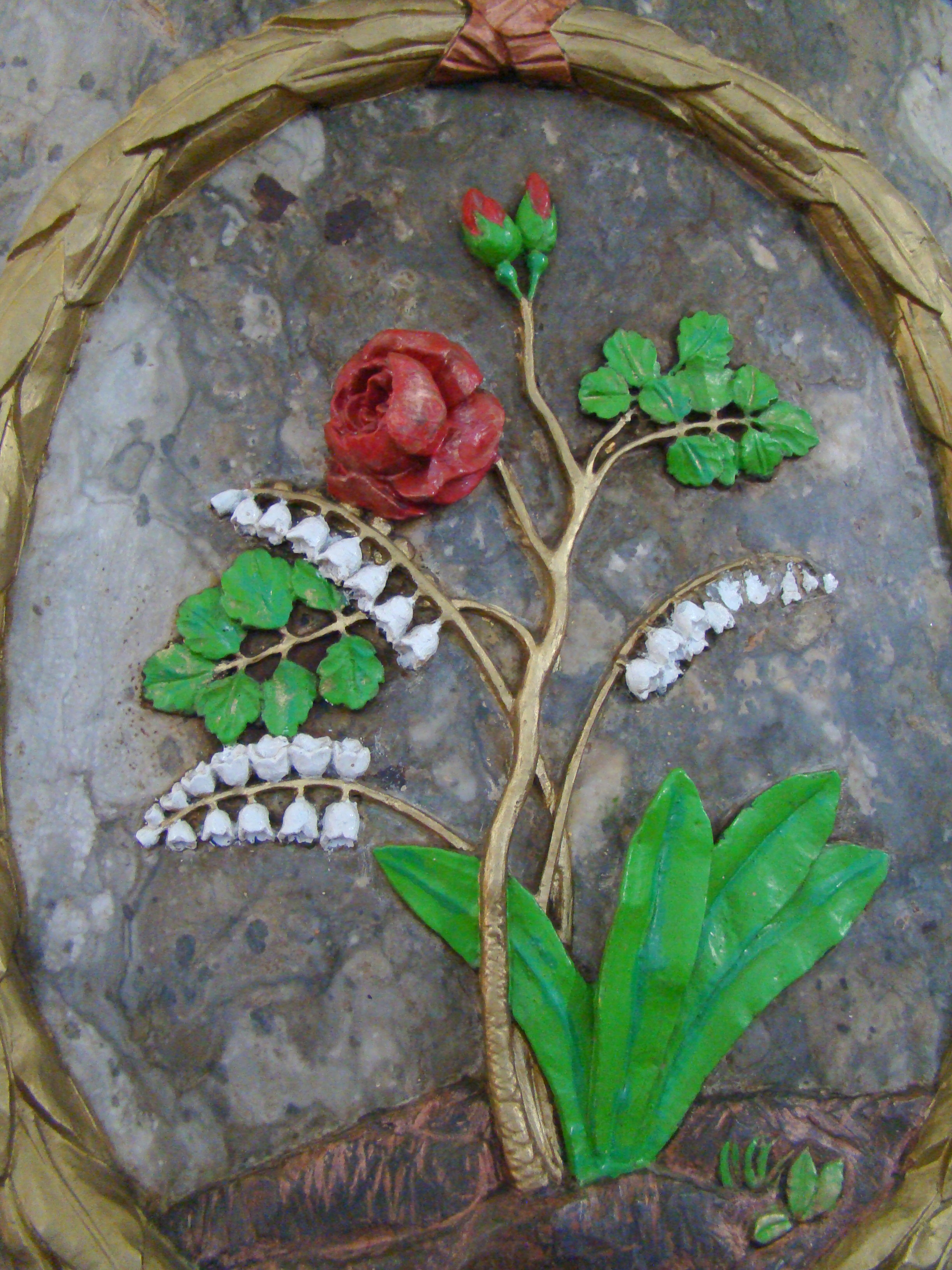
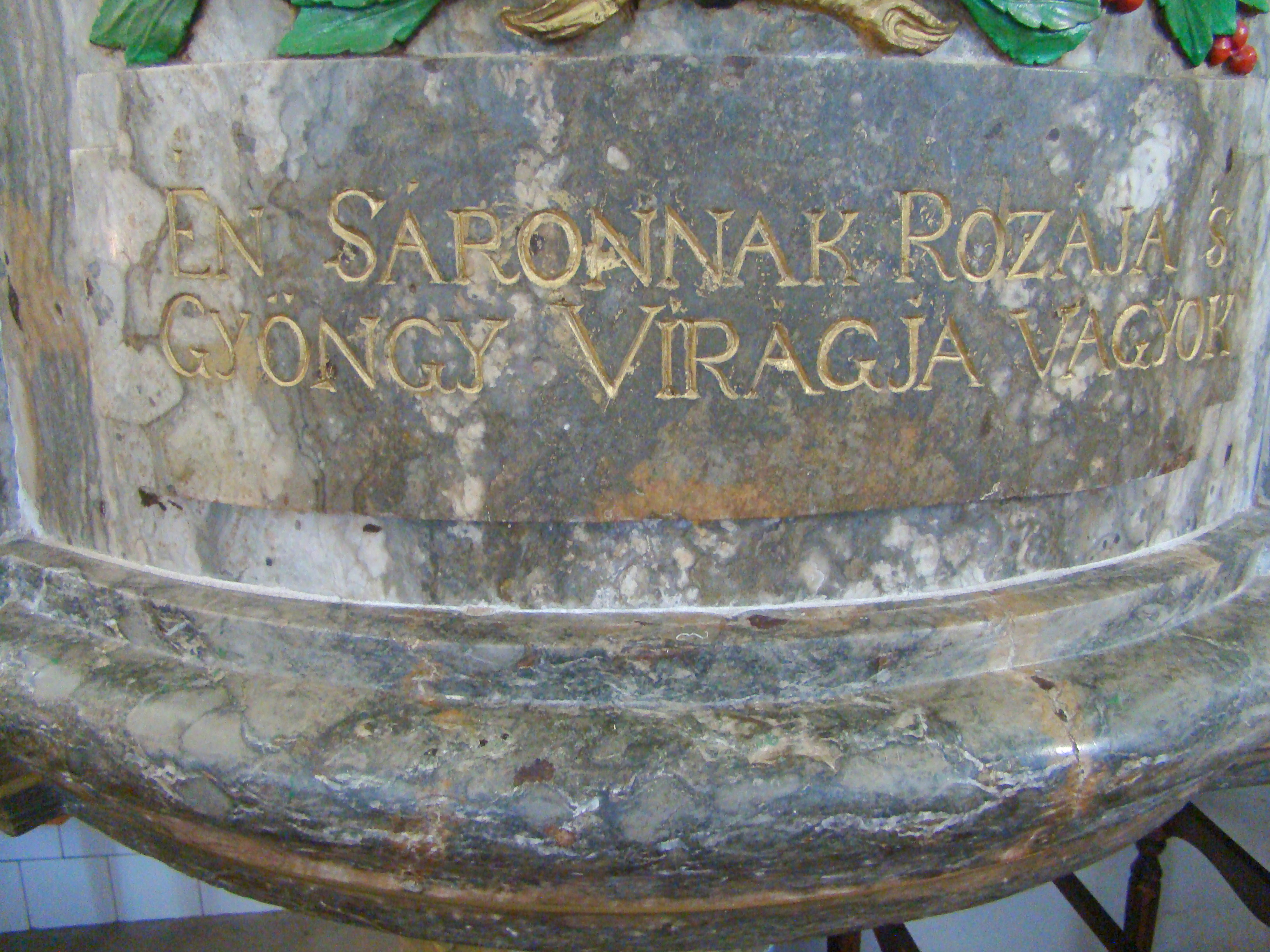
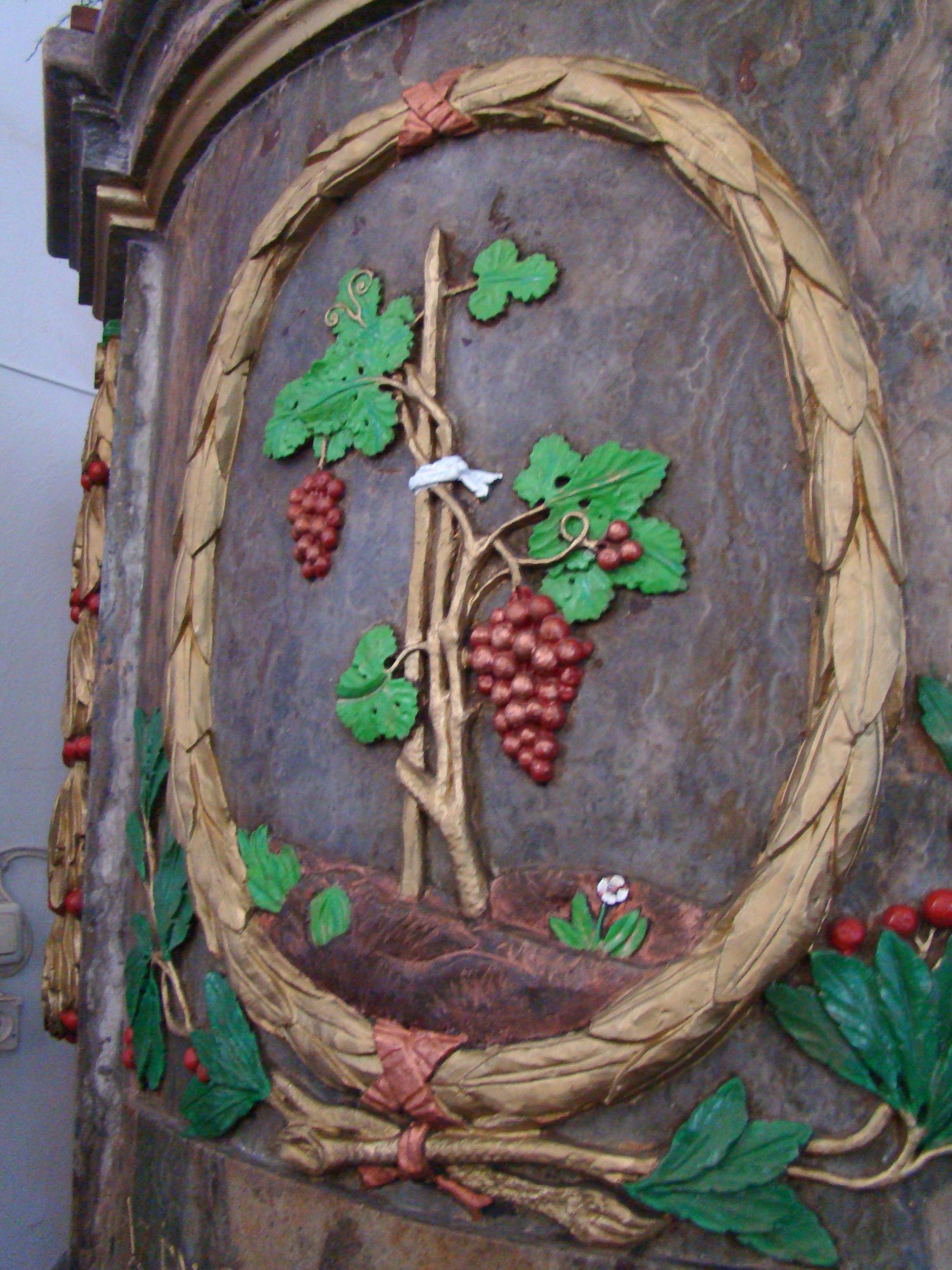
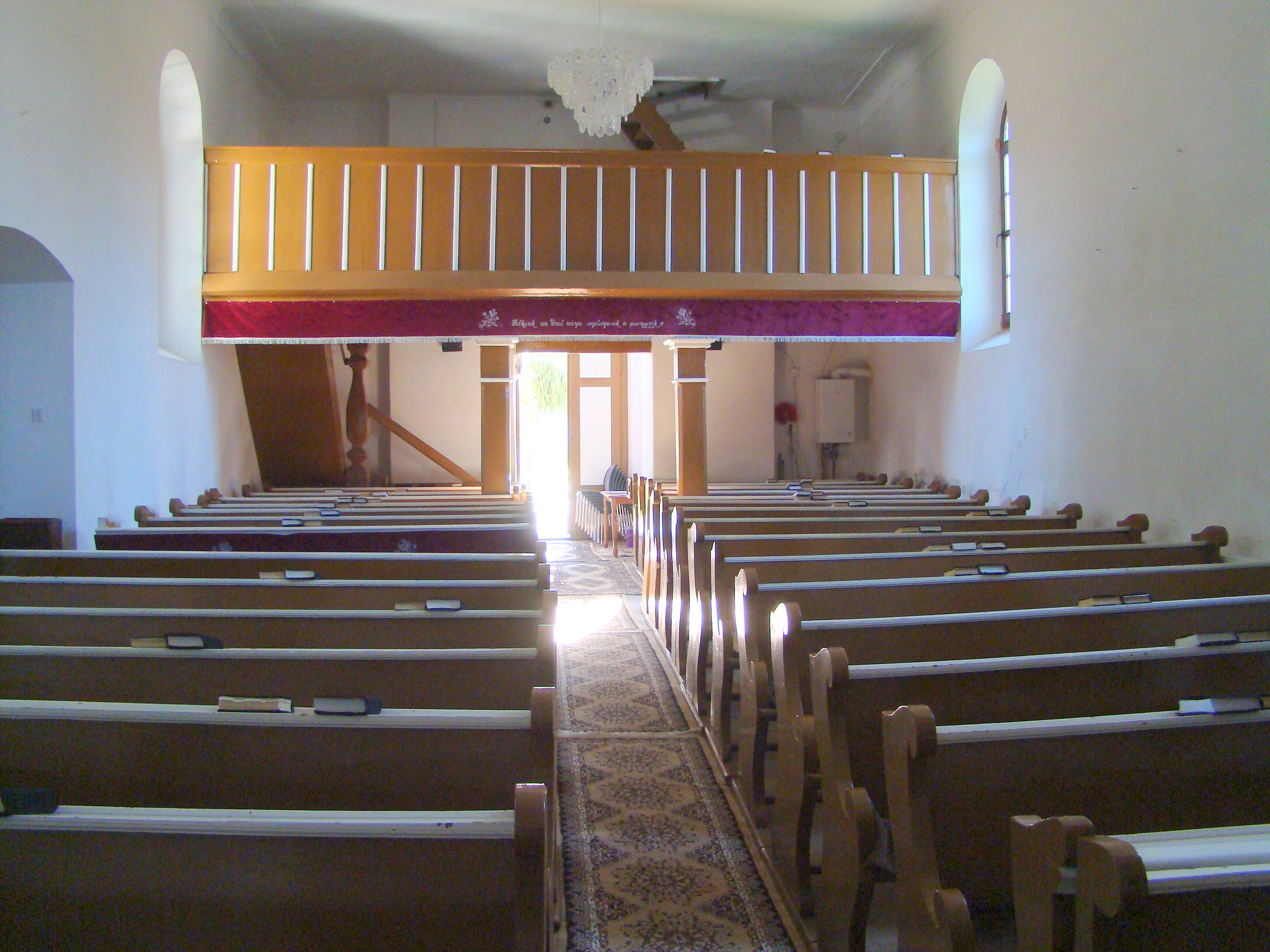
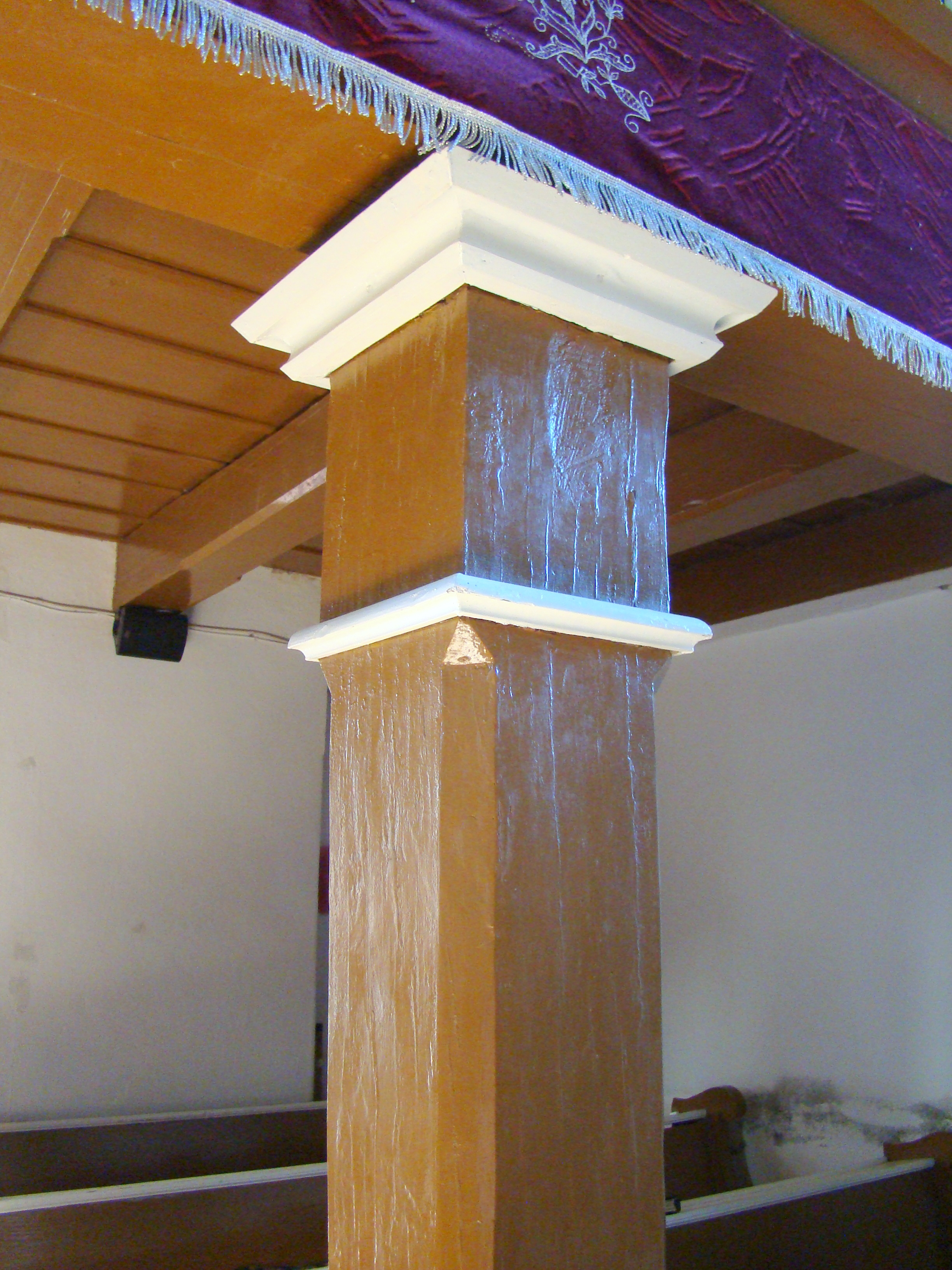
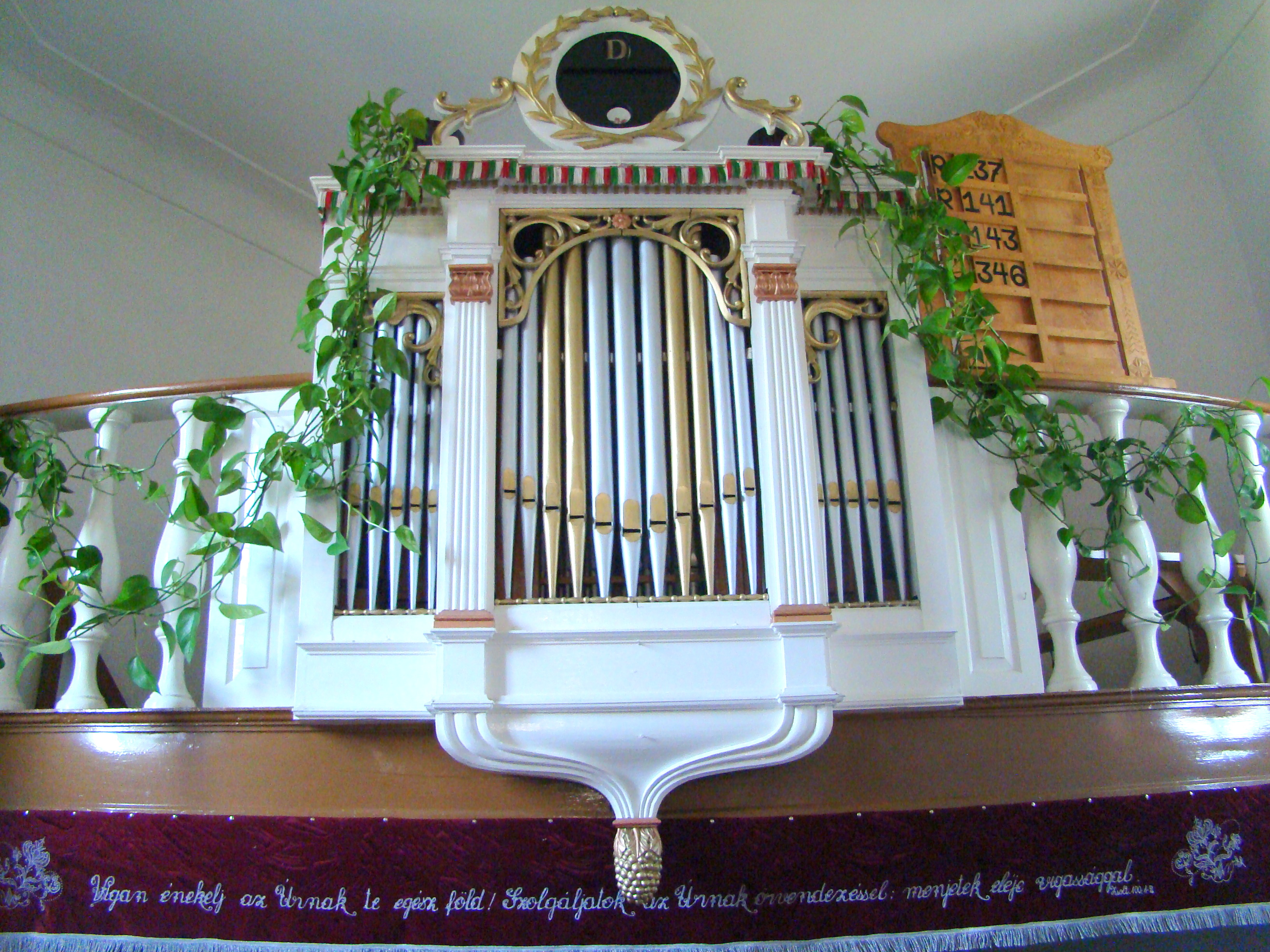
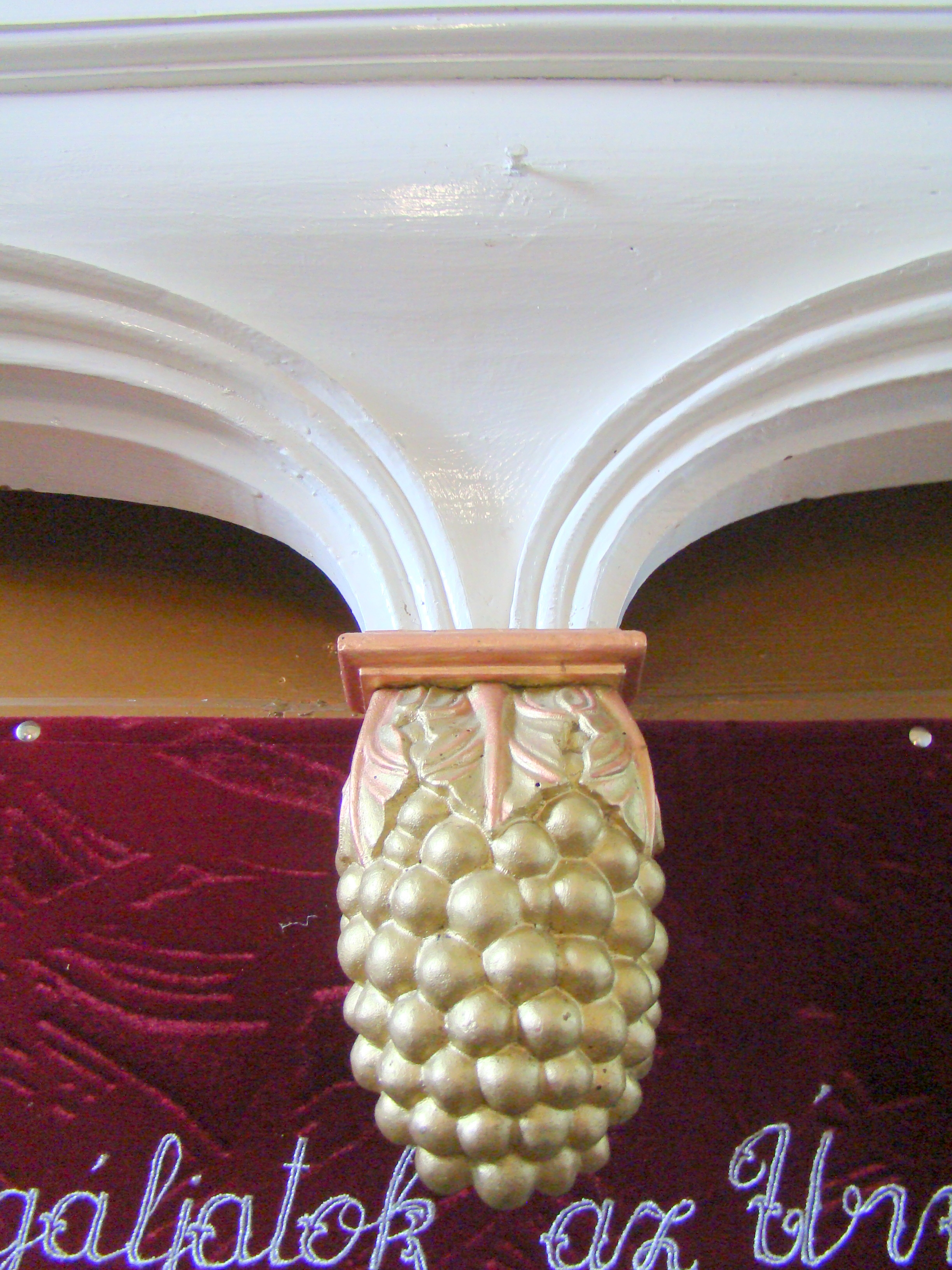
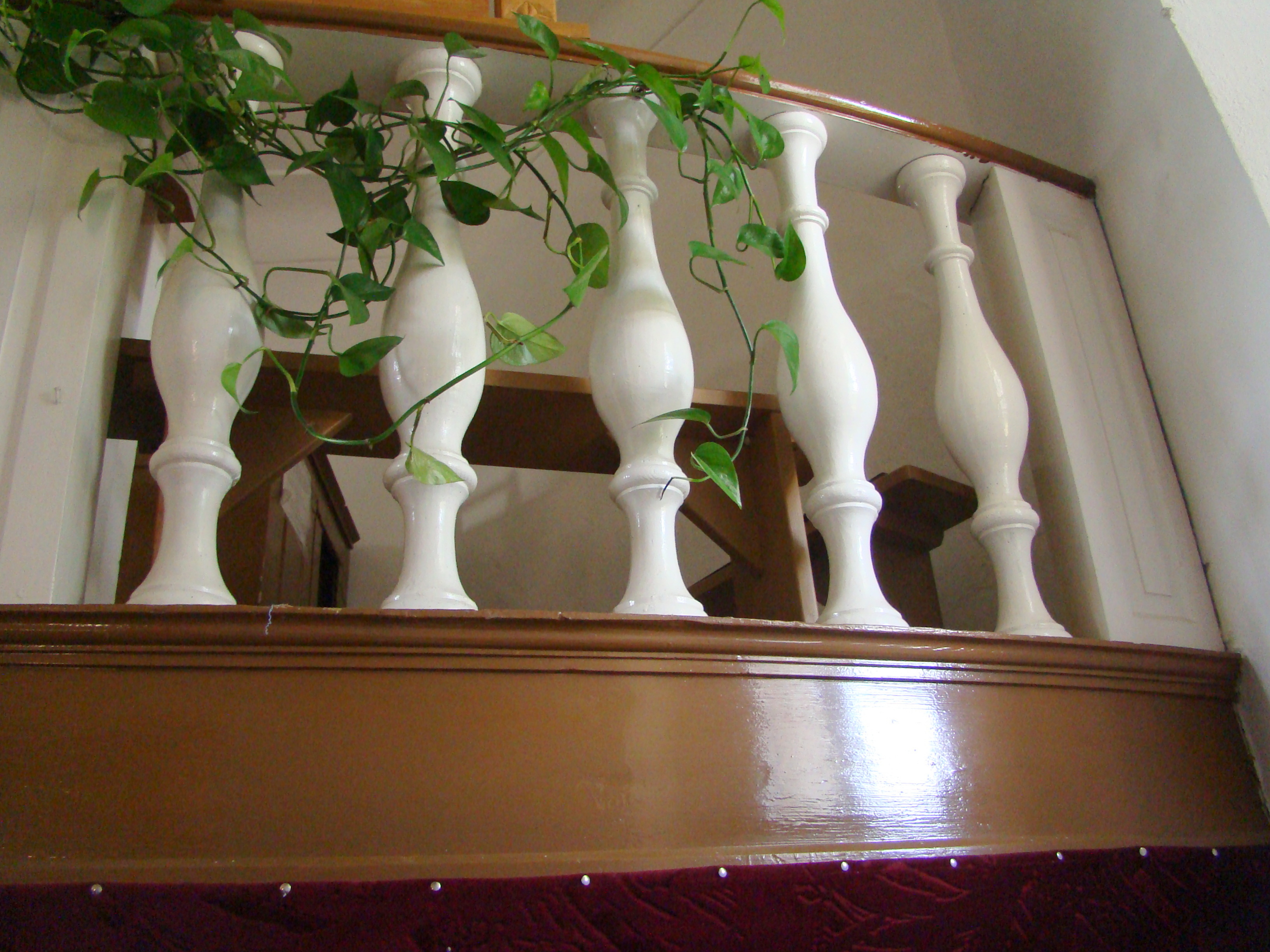
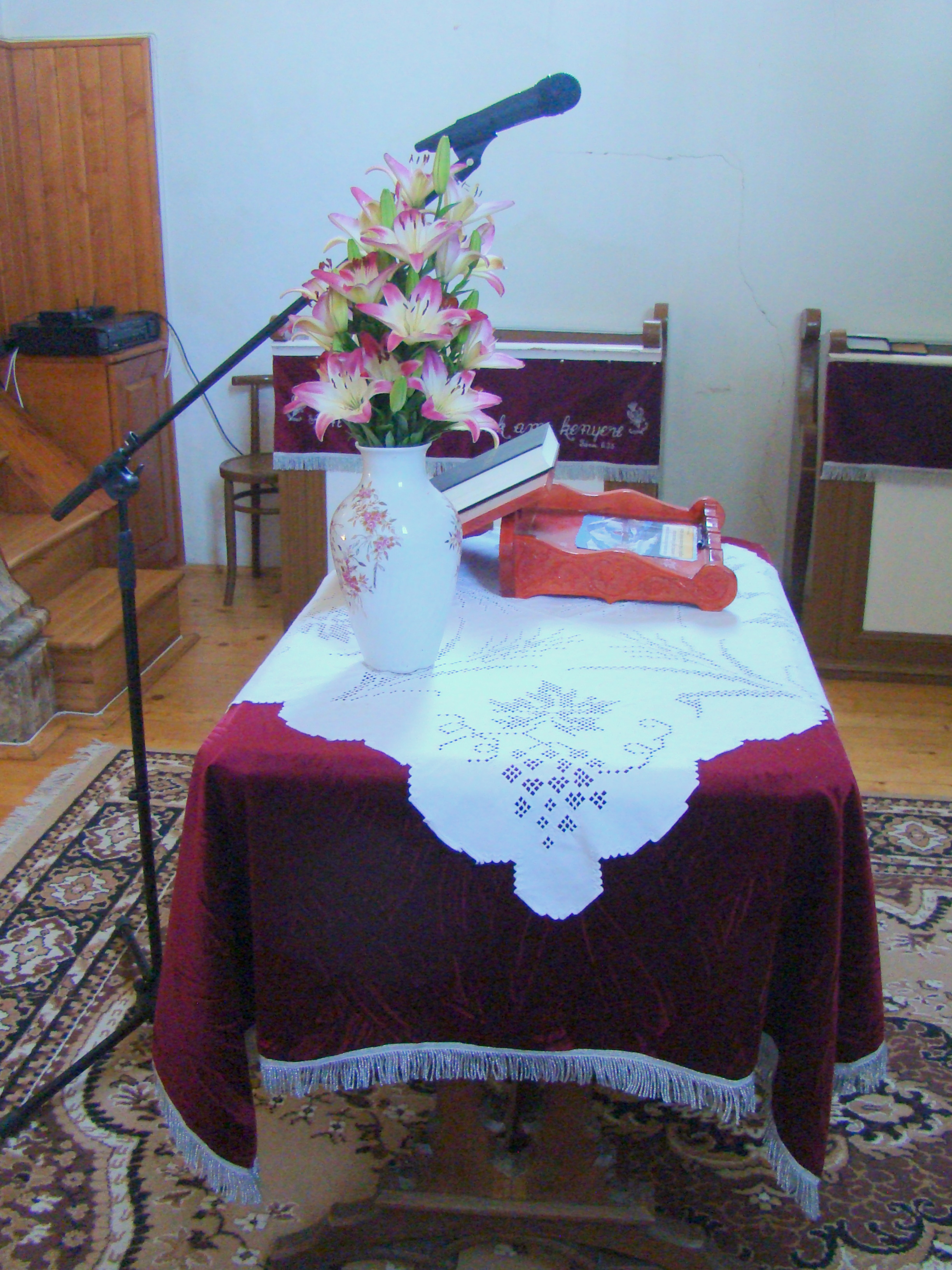
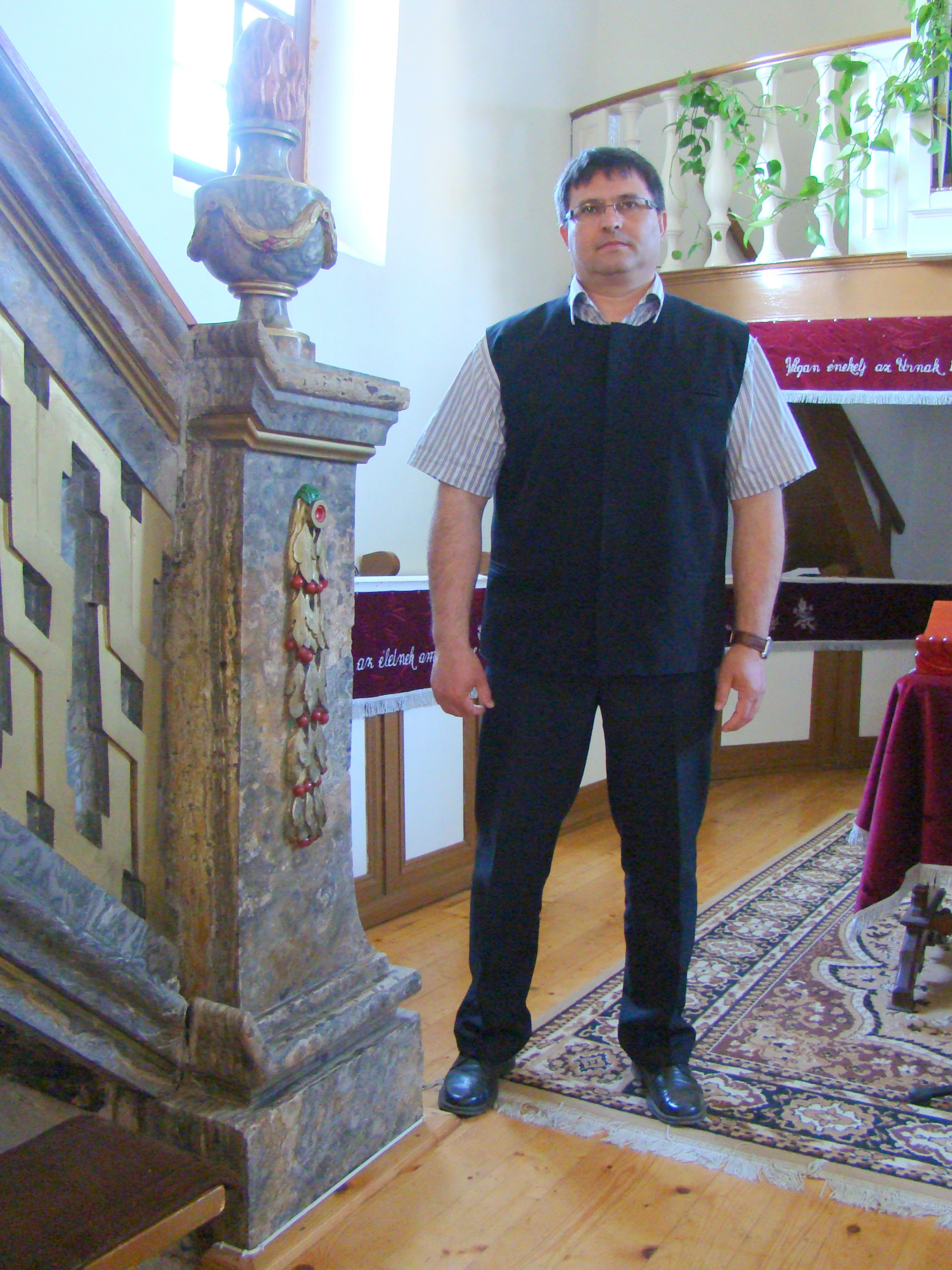
Pastorul reformat din satul Breaza; comuna Breaza: Eduárd Szép
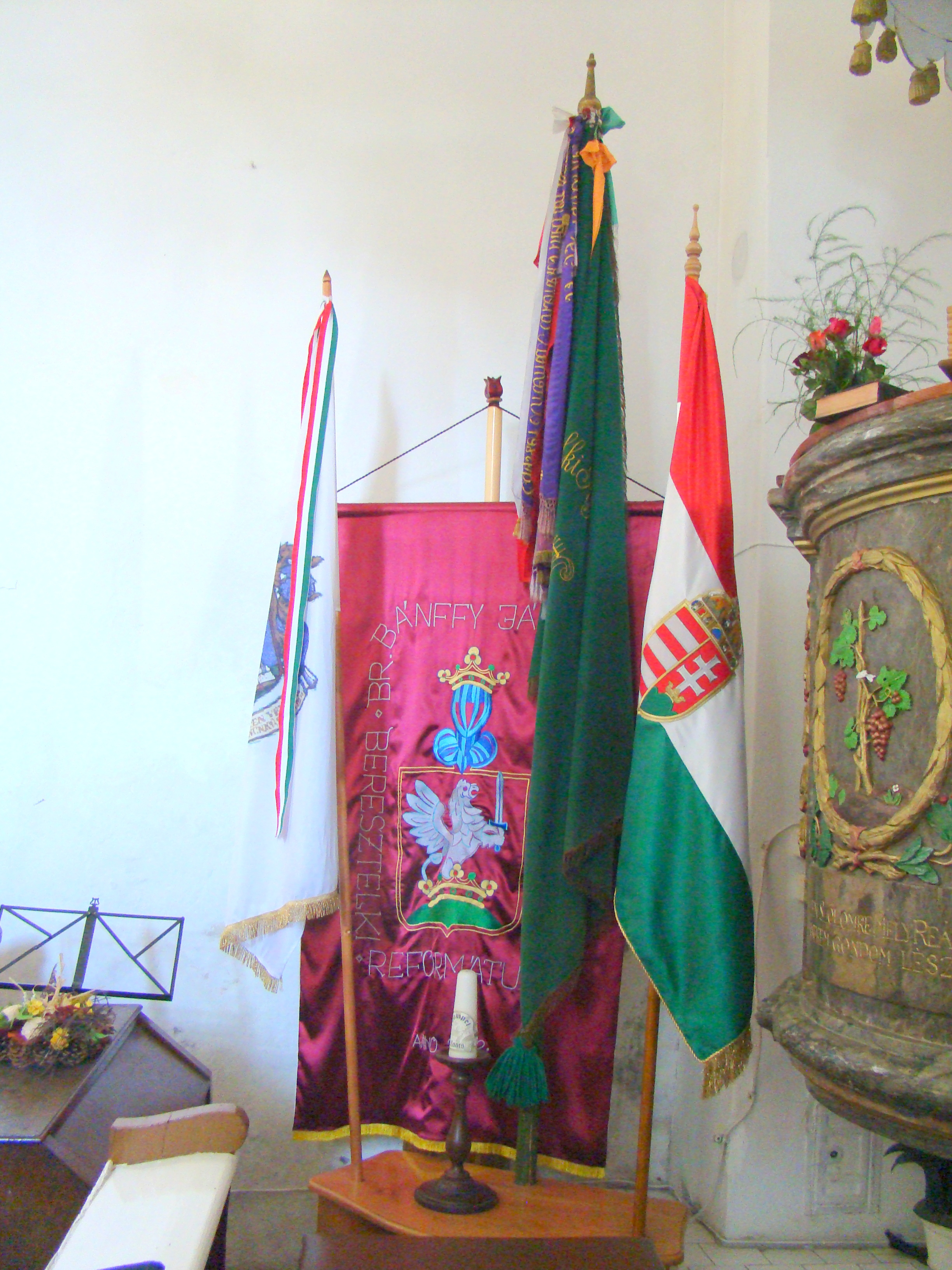
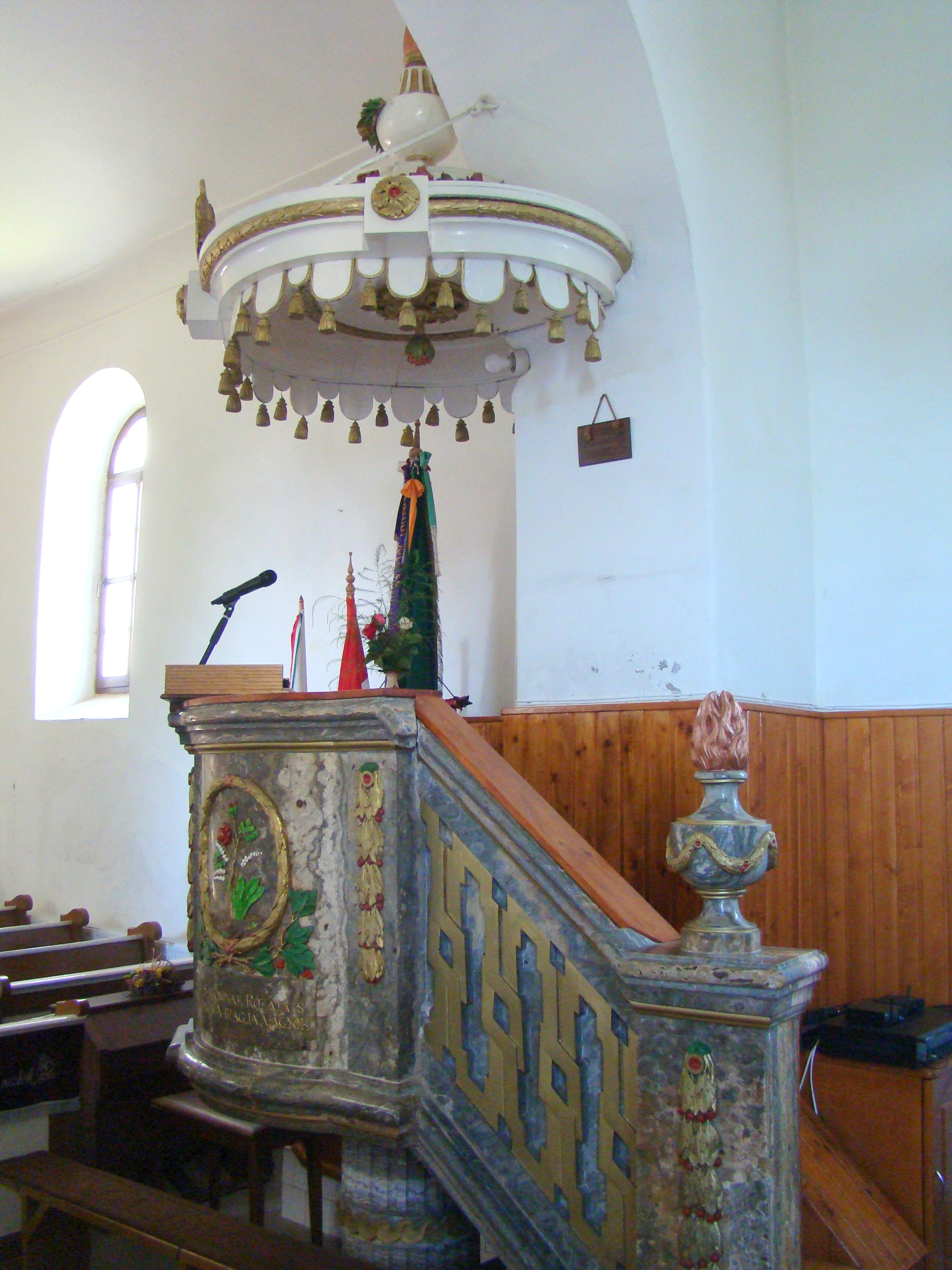
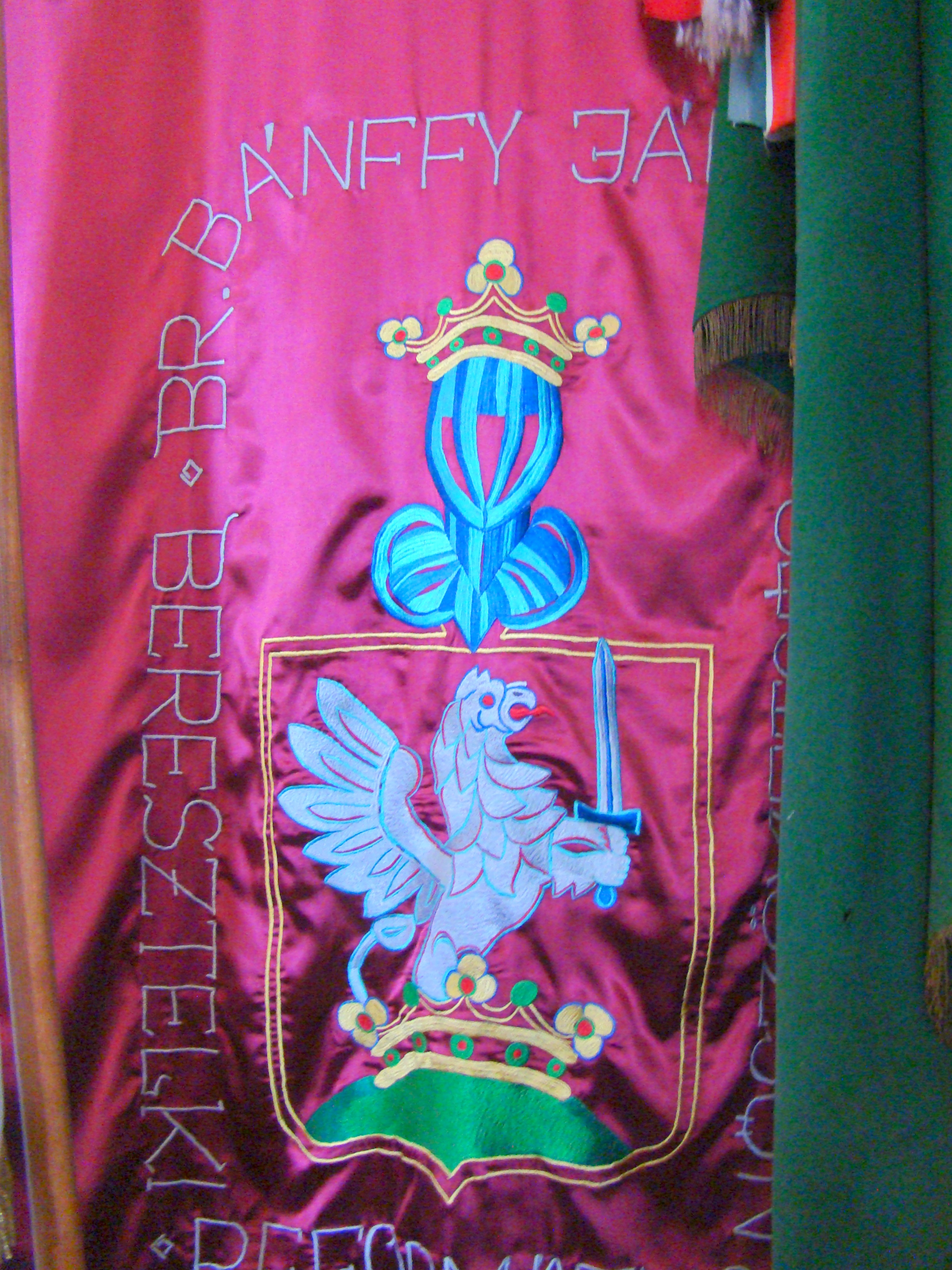
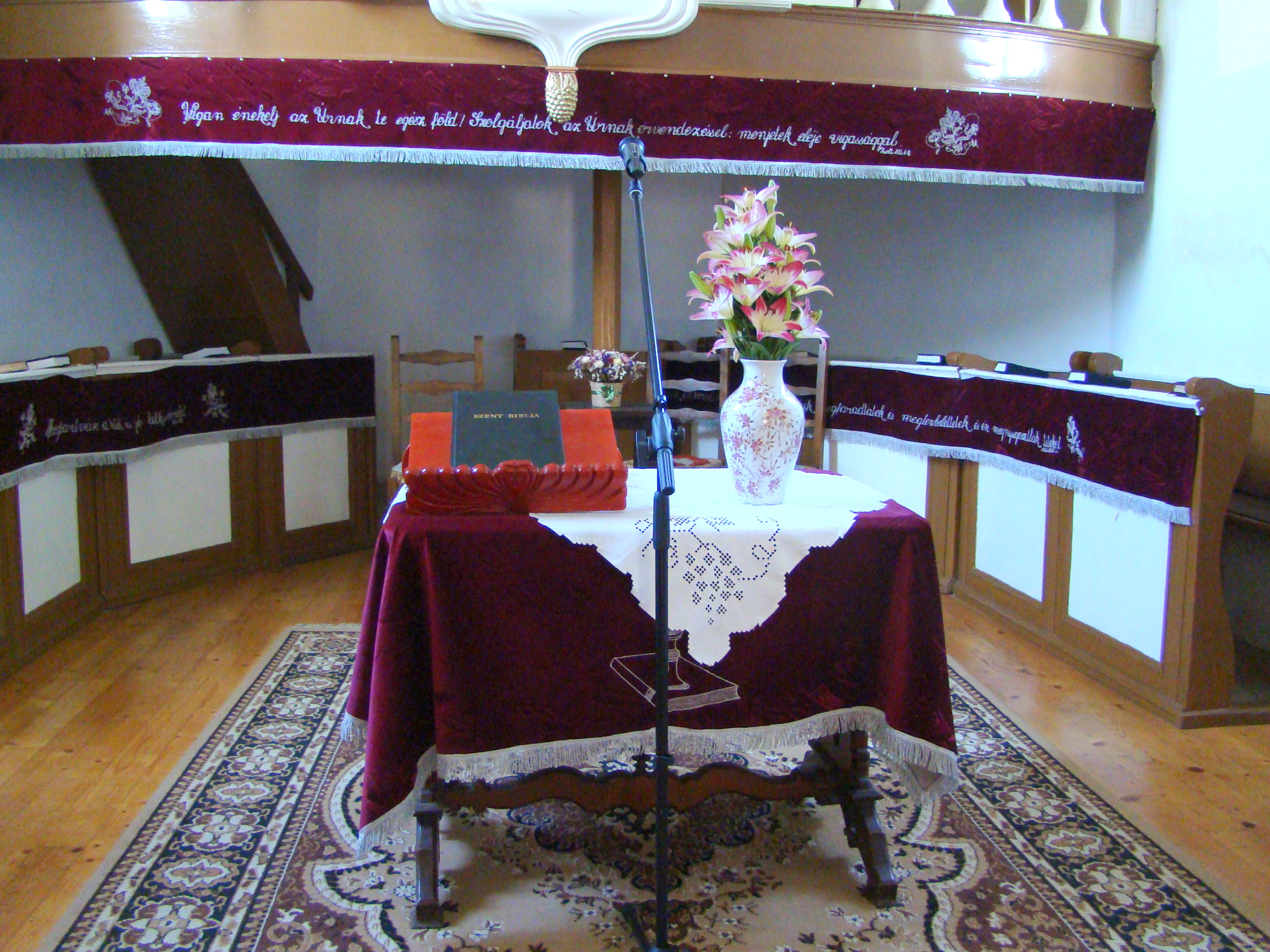
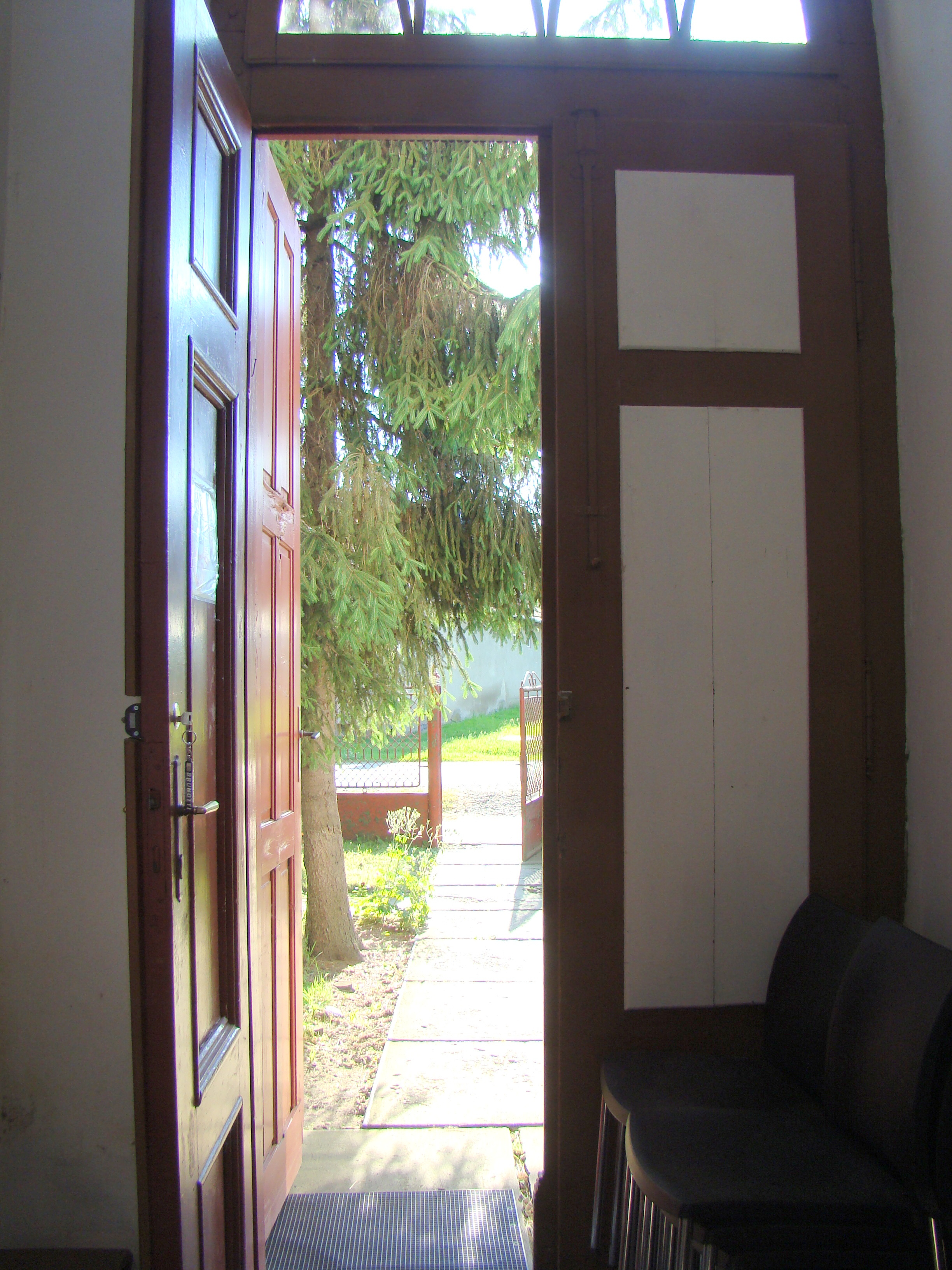